# Parigi
Parigi (AFI: /paˈriʤi/; in francese Paris, AFI: /paʁi/; con riferimento alla città antica, Lutezia, in francese Lutèce, /lytɛs/, dal latino Lutetia Parisiorum) è la capitale e la città più popolata della Francia, capoluogo della regione dell'Île-de-France e l'unico comune a essere nello stesso tempo dipartimento, secondo la riforma del 1977 e i dettami della legge PML che espansero i vecchi confini comunali.
Con una popolazione di 2 145 906 abitanti è, dopo Berlino, Madrid e Roma, il quarto comune più popoloso dell'Unione europea e, in considerazione della superficie comunale, possiede una delle più alte densità abitative del mondo. Tuttavia, l'estensione urbana della capitale francese è ben più ampia del suo territorio comunale: la sua area metropolitana, detta anche "Grande Parigi" (in francese Grand Paris), conta infatti circa 12 milioni di persone.
La città si trova nel nord della Francia, su un'ansa della Senna, posizione molto favorevole poiché fondamentale snodo di trasporti e traffici del continente europeo. In effetti, la posizione di Parigi al centro dei principali itinerari commerciali terrestri e fluviali le permise di diventare una delle città più influenti della Francia a partire dal X secolo, con la costruzione dei palazzi reali, di ricche abbazie e della celebre cattedrale di Notre-Dame.
Lungo tutto il corso della propria storia, Parigi ha saputo influenzare in modo determinante la politica, la cultura, lo stile di vita e l'economia dell'intero mondo occidentale. Nel XIII secolo diede grande impulso alla rinascita delle arti e del sapere grazie alla presenza della prestigiosa Università della Sorbona nel Quartiere latino; nel XIV secolo divenne una delle più importanti città del mondo cristiano. Nell'Età moderna la sua influenza continuò a crescere in tutti i sensi: nella seconda metà del XVII secolo fu la capitale della più grande potenza militare del continente, nel Settecento divenne il cenacolo europeo della cultura e dei "lumi", per poi avviarsi nell'Ottocento a divenire la città dell'arte, dei piaceri e del divertimento.
Ereditando la storia di un impero coloniale estesosi su cinque continenti, Parigi è considerata come il centro del mondo francofono e ha mantenuto una posizione internazionale di grande rilievo, sia come influente metropoli mondiale, sia come centro culturale, politico ed economico di indiscusso prestigio. Ospita, tra gli altri, il quartier generale dell'OECD, dell'UNESCO e dell'ESA. Secondo stime effettuate dalla CNN, nel 2009 Parigi era sede di 27 delle aziende Fortune Global 500, davanti a Pechino, New York e Londra. La presenza in città di una delle più importanti borse internazionali e le sue numerose attività economiche, politiche e turistiche, fanno di Parigi uno dei principali centri del mondo. La città è anche un punto di riferimento per gli stilisti e per la moda, essendone considerata una delle capitali mondiali insieme a Milano, Londra e New York.
Scrigno contenente numerosi monumenti dall'incalcolabile valore storico e artistico, Parigi rappresenta il simbolo stesso della cultura francese e del suo prestigio nel mondo. I turisti spesso le attribuiscono il qualificativo di "più romantica città del globo", titolo derivato dal periodo del Secondo Impero durante il quale Parigi fu profondamente trasformata dal barone Haussmann, guidato dall'imperatore Napoleone III che voleva fare della capitale francese la più bella città d'Europa. Quella di Parigi fu infatti una delle più grandi e più criticate rivoluzioni urbanistiche (visto lo sventramento del cuore storico della città) nella storia dell'umanità. Nel 1989 fu nominata, assieme a Roma città europea della cultura.
La città è stata sede di ben cinque esposizioni universali (1855, 1867, 1878, 1889 e 1900), più di qualunque altra città, che ne hanno in parte modellato l'aspetto nel XX secolo e ha ospitato tre edizioni dei Giochi olimpici (1900, 1924 e 2024).
Uno studio dell'Institut d'aménagement et d'urbanisme (IAU) pubblicato nel 2019 sottolinea che i prezzi degli alloggi spingono i nuclei familiari a basso reddito a lasciare Parigi per stabilirsi nei dipartimenti vicini come Senna-Saint-Denis, il che tende a provocare una "gentrificazione" della capitale e una pauperizzazione dei dipartimenti vicini. Secondo il sito money.it, nel 2023, Parigi è al 7º posto fra le città più care al mondo.

## Geografia fisica

### Territorio

Veduta aerea di Parigi

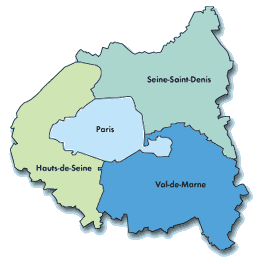
La Petite couronne (piccola corona), ripresa nella Grande Parigi

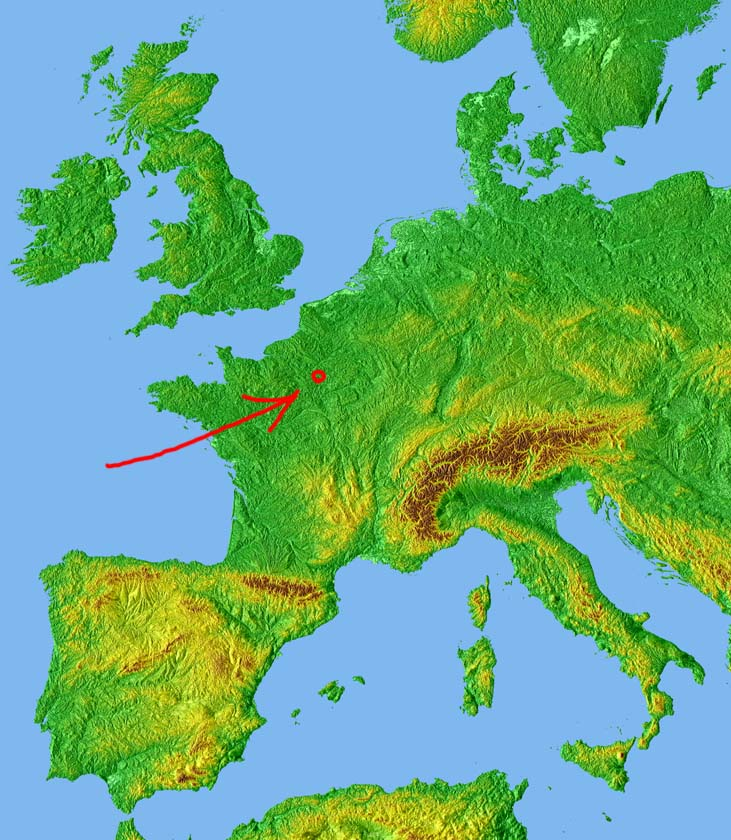
Posizione di Parigi

Parigi occupa una superficie di 105,4 km², ma la sua agglomerazione è molto più grande. La "piccola corona", composta dalla città e dai tre dipartimenti confinanti di Senna-Saint-Denis (236 km²), Valle della Marna (245 km²) e Hauts-de-Seine (176 km²), occupa una superficie di 762,4 km², con una popolazione di circa 6 260 000 abitanti (al 2005).
Poggia su un suolo calcareo. Il nome della città deriva dalla lingua celta kwar che significa "cava", "miniera": il territorio è infatti stato oggetto di industria estrattiva, in particolare gesso, calcare e argilla dall'epoca gallo-romana al XVIII secolo.
L'altitudine media di Parigi è, secondo le varie fonti, 47–53 m s.l.m. (intervallo: dai 26 m del Point du Jour ai 148,48 m di rue du Télégraphe 40, nel XX arrondissement). La Senna scorre a 26–28 m, con inondazioni storiche fino a 32–33 m. I punti non sommergibili più importanti misurano:
- Montmartre: 130 m (XVIII arrondissement)
- Belleville: 122 m (place des Fêtes, XIX)
- Buttes Chaumont: 101 m (rue des Alouettes, XIX)
- Père-Lachaise: 95 m (Columbarium, XX)
- Montsouris: 78 m (boulevard Jourdan, XIV)
- Passy: 70 m (cimetière de Passy, XVI)
- Charonne: 69 m (Place de la Réunion, XX)
- Montparnasse: 65 m (rues du Château et Raymond Losserand, XIV)
- Butte-aux-Cailles: 63 m (rue de la Butte aux Cailles, XIII)
- Montagne Sainte-Geneviève: 61 m (place du Panthéon, V)
- Place de l'Étoile: 58 m (VIII)
- Monceau Saint-Gervais: (35 m) (IV)

### Clima
Il clima di Parigi è alquanto particolare, a metà strada tra il clima oceanico e il clima continentale. Generalmente il clima di Parigi è quello tipico dell'Europa occidentale, largamente influenzato dalla corrente del Golfo, quindi un clima oceanico, seppure appunto con picchi di maggiore continentalità. L'inverno è caratterizzato da un'alternanza di periodi miti e piovosi (quando soffiano i venti umidi e tiepidi dall'oceano Atlantico) e di periodi invece più rigidi e nevosi (con minime anche di −10 °C) quando soffiano i venti dal Polo nord o dall'est. In inverno i giorni sono freddi ma le temperature sono spesso sopra lo zero. Le gelate notturne sono frequenti ma le temperature sotto i −5 °C si verificano di norma solo per qualche giorno all'anno. La neve è rara, ma la città vede a volte leggere nevicate o spruzzate leggere senza accumulo.
Tuttavia negli inverni del 2009, 2010 e 2011 intensi fronti freddi hanno portato a violenti episodi nevosi e a temperature che hanno raggiunto i −10 °C e −20 °C nelle periferie. Allo stesso modo l'estate può presentare giornate piuttosto calde e giornate fresche, ventose e piovose (con temperature minime sui +10 °C). In agosto per esempio le temperature medie possono variare tra i +14 °C e i +23 °C. La temperatura media nel mese di luglio 2010 è stata +22,46 °C. Inoltre i quartieri meridionali e orientali presentano inverni più rigidi rispetto al centro della città e ai quartieri settentrionali e occidentali.
Le minime invernali nel centro della città raramente sono particolarmente basse, grazie al fenomeno dell'isola di calore urbana.
I periodi più consigliati per visitare la città sono quindi la tarda primavera (maggio) e l'inizio dell'autunno (settembre e inizio ottobre). La temperatura più alta mai registrata è di +42,6 °C, il 25 luglio 2019. Relativamente invece alla piovosità, i dati del trentennio 1961-1990 mostrano una quantità complessiva di 609 mm, all'incirca, dunque lo stesso ammontare di Londra, ma con maggiori sbalzi tra un mese e l'altro, nonché tra un anno e un altro. Generalmente comunque il periodo più piovoso risulta essere la tarda primavera, mentre le minori precipitazioni si registrano in due periodi: il tardo inverno e la tarda estate.
| Dati della stazione di Paris-Montsouris rilevati tra il 1961 e il 1990 | Mesi | Mesi | Mesi | Mesi | Mesi | Mesi | Mesi | Mesi | Mesi | Mesi | Mesi | Mesi | Stagioni | Stagioni | Stagioni | Stagioni | Anno  |
| Dati della stazione di Paris-Montsouris rilevati tra il 1961 e il 1990 | Gen  | Feb  | Mar  | Apr  | Mag  | Giu  | Lug  | Ago  | Set  | Ott  | Nov  | Dic  | Inv      | Pri      | Est      | Aut      | Anno  |
| ---------------------------------------------------------------------- | ---- | ---- | ---- | ---- | ---- | ---- | ---- | ---- | ---- | ---- | ---- | ---- | -------- | -------- | -------- | -------- | ----- |
| T. max. media (°C)                                                     | 6,3  | 7,9  | 11,0 | 14,5 | 18,4 | 21,6 | 23,9 | 23,6 | 20,8 | 16,0 | 10,1 | 7,0  | 7,1      | 14,6     | 23,0     | 15,6     | 15,1  |
| T. media (°C)                                                          | 4,2  | 5,3  | 7,8  | 10,6 | 14,3 | 17,4 | 19,6 | 16,7 | 12,7 | 7,7  | 5,0  | 0,0  | 3,2      | 10,9     | 17,9     | 8,5      | 10,1  |
| T. min. media (°C)                                                     | 0,7  | 2,6  | 4,5  | 6,7  | 10,1 | 13,2 | 15,2 | 14,8 | 12,6 | 9,4  | 5,2  | 2,9  | 2,1      | 7,1      | 14,4     | 9,1      | 8,2   |
| Precipitazioni (mm)                                                    | 51,0 | 41,2 | 47,6 | 51,8 | 63,2 | 49,6 | 62,3 | 52,7 | 47,6 | 61,5 | 51,1 | 57,8 | 150,0    | 162,6    | 164,6    | 160,2    | 637,4 |

### Comuni limitrofi
(in ordine alfabetico)

Aubervilliers, Bagnolet, Boulogne-Billancourt, Charenton-le-Pont, Clichy, Fontenay-sous-Bois, Gentilly, Issy-les-Moulineaux, Ivry-sur-Seine, Le Kremlin-Bicêtre, Joinville-le-Pont, Levallois-Perret, Les Lilas, Malakoff, Montreuil, Montrouge, Neuilly-sur-Seine, Nogent-sur-Marne, Pantin, Le Pré-Saint-Gervais, Puteaux, Saint-Cloud, Saint-Denis, Saint-Mandé, Saint-Maurice, Saint-Ouen-sur-Seine, Suresnes, Vanves, Vincennes.

## Storia

### Le origini

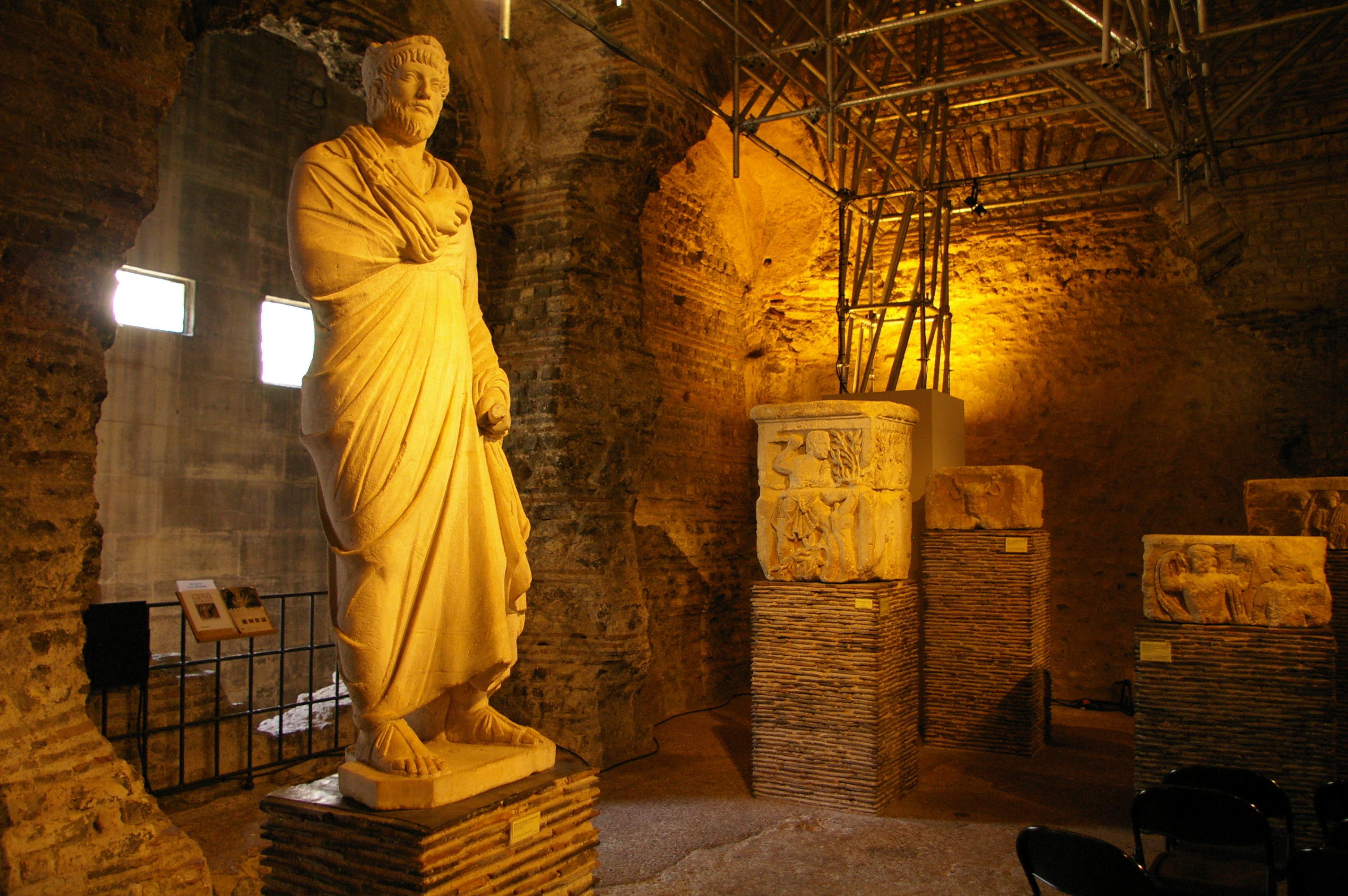
Terme di Cluny, di epoca gallo-romana presso l'Hôtel de Cluny, nel quartiere latino

L'antico nome della città, "Lutezia", e di due suoi quartieri, le Marais e la montagna di Sainte-Geneviève (l'antica Lucotecia), potrebbe lasciare intuire la presenza di zone paludose nei dintorni della città (probabile di etimologia celtica luto-luteo "palude"). Tuttavia la zona non era paludosa, bensì molto fertile. Eventuali inondazioni da parte della Senna avvenivano nel vallone che dall'estremità orientale del Marais, dal canal Saint-Martin, prosegue ai grandi boulevard, fino al ponte dell'Alma. La valle non è che un lungo meandro abbandonato dal fiume probabilmente 10 000 anni fa, esistendo effettivamente paludi tra Montmartre e la montagna di Sainte-Geneviève intorno a 30 000 e 40 000 anni fa.
Tribù celtiche furono stanziate per molti secoli in un'ansa della Senna. Tito Labieno, luogotenente di Cesare nel 53 a.C., assediò l'oppidum dei Parisi, vincendoli. I Romani vi stabilirono un proprio insediamento e lo chiamarono Lutetia Parisiorum.
Conquistata e pacificata la Gallia, Lutetia diventa una città romana, nelle aspirazioni e nello stile civile: il sito è in posizione favorevole per i commerci e i traffici fluviali e le popolazioni locali sono avvantaggiate dall'espansione economica portata dai Romani. Il famoso pilastro dei Nauti, un'opera votiva costruita su richiesta della corporazione dei commercianti fluviali, è testimonianza della feconda attività che gravitava intorno alla città, nonché immagine precorritrice delle sorti di Parigi, che ha infatti per stemma quello della potente corporazione medievale dei Nauti, che per secoli ha guidato le sorti municipali.
Lutetia si sviluppa fino a divenire una vera e propria città (in particolare lungo la rive gauche della Senna) e si dota delle strutture essenziali per essere degna di questo nome: il foro, le terme (i cui resti sono visibili all'Hotel de Cluny), l'anfiteatro e un teatro.
La tradizione vuole che nel 250 la città venga cristianizzata dal vescovo Dionigi che qualche secolo dopo sarà eletto a patrono della città (Saint Denis).
Nel IV secolo la città comincia a essere chiamata Paris.
Nel 383 Magno Massimo, autoproclamatosi imperatore della Britannia vince a Lutezia contro il legittimo imperatore Graziano. Nel 445 Clodione razzia la città.
Arrestata l'avanzata di Attila nel 451 (secondo la tradizione popolare grazie all'incoraggiamento di santa Genoveffa), nel 465 è il turno di Childerico I di assediare la città. Mancano tuttavia fonti che confermino l'assedio.
Parigi è definitivamente merovingia nel 486 con Clodoveo I. Nel 508 diventa capitale del regno franco. Clodoveo, convinto da Genoveffa, fa costruire una chiesa intitolata ai santi Pietro e Paolo su una collina, oggi chiamata Monte di Santa Genoveffa (V arrondissement), dove i due verranno sepolti.

### Medioevo

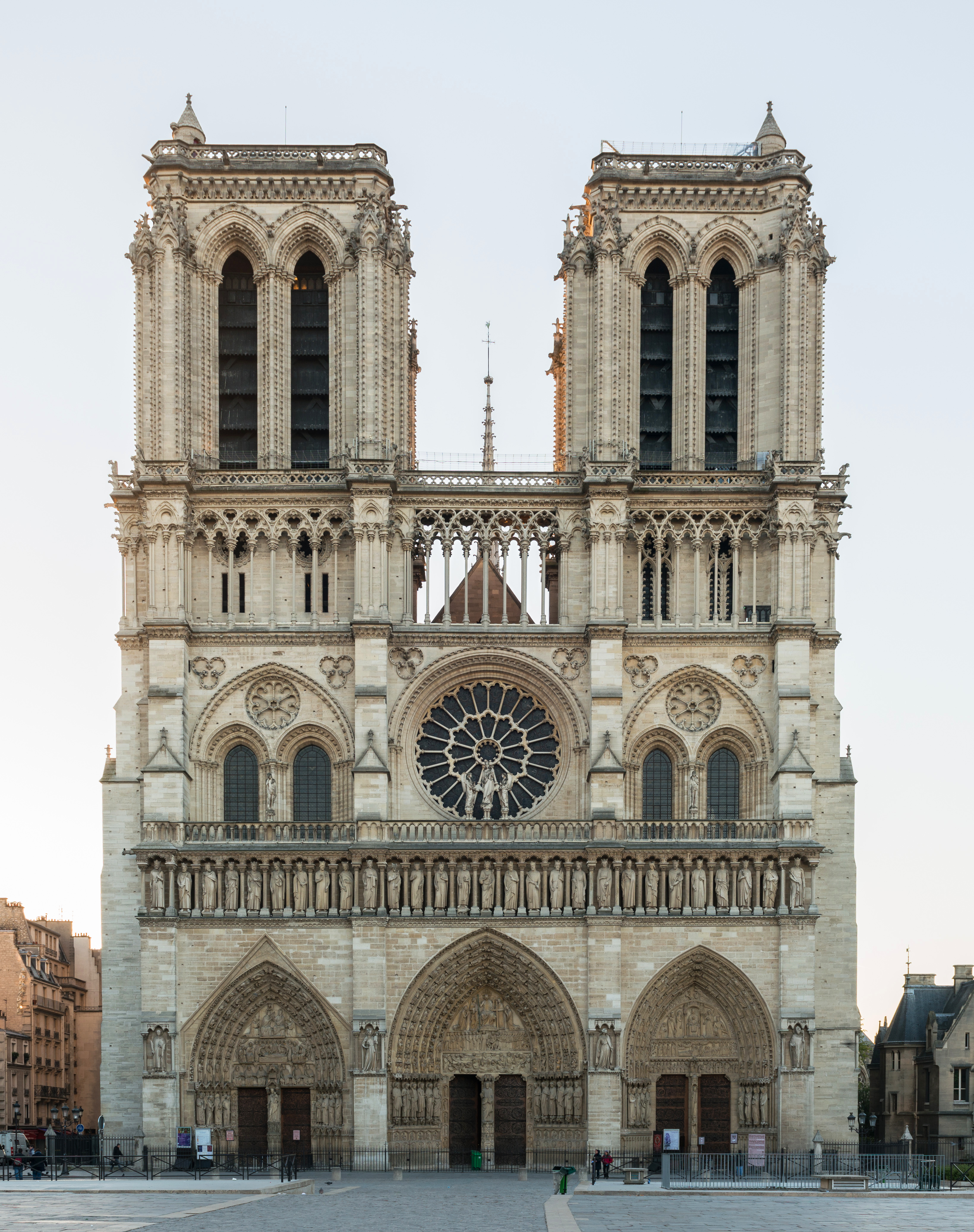
La cattedrale di Notre-Dame, prima dell'incendio dell'aprile 2019

Capitale dei Franchi fino a Carlo Magno, che le preferisce Aquisgrana, verrà assediata dai Vichinghi a più riprese dall'845 al 911, anno di stipula del trattato di Saint-Clair-sur-Epte, con il quale gli invasori si stabiliscono definitivamente in Normandia. I Robertingi, abati laici di Saint-Germain-des-Prés, vittoriosi sui Normanni, diventano re dei francesi, pongono la propria capitale a Parigi, ma risiedono preferenzialmente a Orléans.
Nel 1021 il capitolo di Notre-Dame è già meta di molti clerici vagantes; nel 1246 l'università di Parigi vede riconosciuta la propria autonomia, e nel 1257 nasce la scuola della Sorbona: Parigi si avvia a diventare uno dei centri della cultura europea, nel cuore della Francia medievale.
Il XII e il XIII secolo vedono Parigi al centro di una forte crescita economica, e la corporazione dei mercanti come sua protagonista.
La rive droite viene urbanizzata durante il Medioevo. Il nuovo nucleo viene ben presto a superare in numero di abitanti e in importanza la parte più antica, nota come citè de Saint Germain, ma anche come Université, poiché abbazie, scuole, editori, artisti vi hanno eletto sede. La rive droite diverrà il nuovo centro direttivo.
Fino a Filippo Augusto l'urbanizzazione di Parigi può sintetizzarsi nella costruzione delle prime cinte murarie e nel prosciugamento delle paludi. Dell'edilizia romanica restano tuttavia pochissime tracce, per esempio nell'abside di St-Martin-des-Champs. L'Île de France è invece la culla dell'arte e dell'architettura gotica, che tra il XII secolo e il XV evolve dal gotico primitivo al flamboyant.

### Rinascimento ed epoca moderna
A metà del XIV secolo Parigi cerca di fare la propria politica municipale: ha già più di centocinquantamila abitanti e, attraverso sollevazioni e alleanze (la guerra dei cent'anni) mostra di non volere rinunciare alla propria indipendenza. La città si estende soprattutto sulla riva destra, e le mura di Carlo V (1371-1380) comprendono l'insieme degli arrondissement III e IV.
Bisogna arrivare al 1437 perché Carlo VII possa fare di Parigi, indiscutibilmente, la capitale dei Valois. La storia della città s'intreccia da lì in poi inestricabilmente con la storia di Francia.
Enrico III nel 1588 fugge dalla città e l'ugonotto Enrico IV dovrà convertirsi al cattolicesimo e pagare 200 000 scudi per rientrarvi.

Jean-Pierre Houël: La presa della Bastiglia, 14 luglio 1789, dà inizio alla Rivoluzione francese

L'Arco di trionfo

Sotto i Borboni Parigi è scenario e protagonista della Fronda: Luigi XIV sposta la corte a Versailles, per sottrarsi in un solo colpo agli intrighi dei nobili e alle barricate del popolo parigino e procedere liberamente nella propria politica accentratrice.
Alla vigilia della Rivoluzione Parigi occupa 1 100 ettari e conta oltre seicentomila abitanti. Al di fuori della cinta daziaria (le mura dei Fermiers généraux) i sobborghi sono costituiti da ventiquattro villaggi.
Di nuovo protagonista, non meno che testimone, il popolo parigino gioca la propria rivoluzione. Lo spirito di ribellione e d'indipendenza dei parigini viene di nuovo duramente represso, con l'esecuzione della prima Commune rivoluzionaria - il consiglio della città - che segna l'inizio del Terrore di Robespierre: per più di un anno, tra il 1793 e il 1794, le piazze di Parigi ospitano il lavoro indefesso della ghigliottina.
Come molti prima e dopo di lui anche Napoleone cerca di assoggettare la città al potere centrale, nel quadro della propria riforma amministrativa. Questo non impedirà ai parigini d'insorgere di nuovo contro Carlo X nel 1830.
Durante il periodo napoleonico gli edifici cittadini, rimasti danneggiati durante la rivoluzione, vengono riparati e viene realizzato un nuovo sistema di illuminazione stradale a gas. Viene inoltre introdotta la numerazione civica degli edifici (in uso ancora oggi) e numerosi parchi appartenenti una volta agli aristocratici vengono resi pubblici. Per migliorare le condizioni igieniche vengono invece realizzate numerose nuove fontane dotate di acqua corrente e vengono costruiti numerosi cimiteri per fare fronte alla mancanza di spazio in quelli già esistenti. Numerosi monumenti vengono invece realizzati da architetti come Percier, Fontaine e Chalgrin.
Nel 1845 la città supera il milione di abitanti e Thiers allarga di nuovo la cinta muraria che porta il suo nome, includendo alcuni villaggi della campagna. L'estetica viene sempre più rifinita, con il completamento dei lungosenna, di Piazza della Concordia e dell'Arco di Trionfo. Ma la vera grande rivoluzione urbanistica è quella condotta da Haussmann per conto di Napoleone III: lo sventramento di interi vecchi quartieri risponde alla necessità di liberare la città dalla congestione viabilistica, fagocitata dalla sovrappopolazione, da sei linee ferroviarie e da migliaia di veicoli a cavallo. La costruzione dei grandi viali alberati è inoltre dettata da motivi di ordine pubblico, onde impedire ai parigini la possibilità di compiere insurrezioni (vedi trasformazione di Parigi sotto il Secondo Impero). In trent'anni la città raddoppia e nel 1876 arriva a due milioni, nonostante la guerra con la Prussia e il disastro della Comune. A quest'epoca risalgono alcuni famosi monumenti come la Torre Eiffel e la Basilica del Sacro Cuore a Montmartre. Qui sorge il celeberrimo quartiere degli artisti, simbolo della Parigi bohémienne di fine XIX secolo destinata a entrare nell'immaginario collettivo mondiale.

### Epoca contemporanea
La città continua a crescere. All'inizio della prima guerra mondiale, nel 1914, la battaglia della Marna la salva dall'invasione tedesca, ma non andrà così nel 1940, quando il Terzo Reich occupa la città dichiarandola città aperta. La bandiera con la svastica sventola sulla Torre Eiffel e su tutti i monumenti cittadini. Hitler, appassionato di architettura, ha sempre ammirato Parigi prendendola a modello per la costruzione della nuova Berlino. Tuttavia, nell'agosto del 1944 - in vista dell'invasione americana - ordina al governatore della città la distruzione dei ponti sulla Senna e dei monumenti. Nei drammatici giorni della sua liberazione, Parigi insorge, ma viene salvata dallo stesso governatore tedesco - von Choltitz - che, rifiutandosi di distruggere i monumenti della città, si arrende al generale Leclerc. Parigi è l'unica metropoli europea a uscire praticamente intatta dalla seconda guerra mondiale: infatti, non essendo snodo di ferrovie militari né sede di fabbriche (collocate solo in periferia), fu risparmiata dai bombardamenti che la RAF condusse sul resto d'Europa tra il 1942 e il 1945.

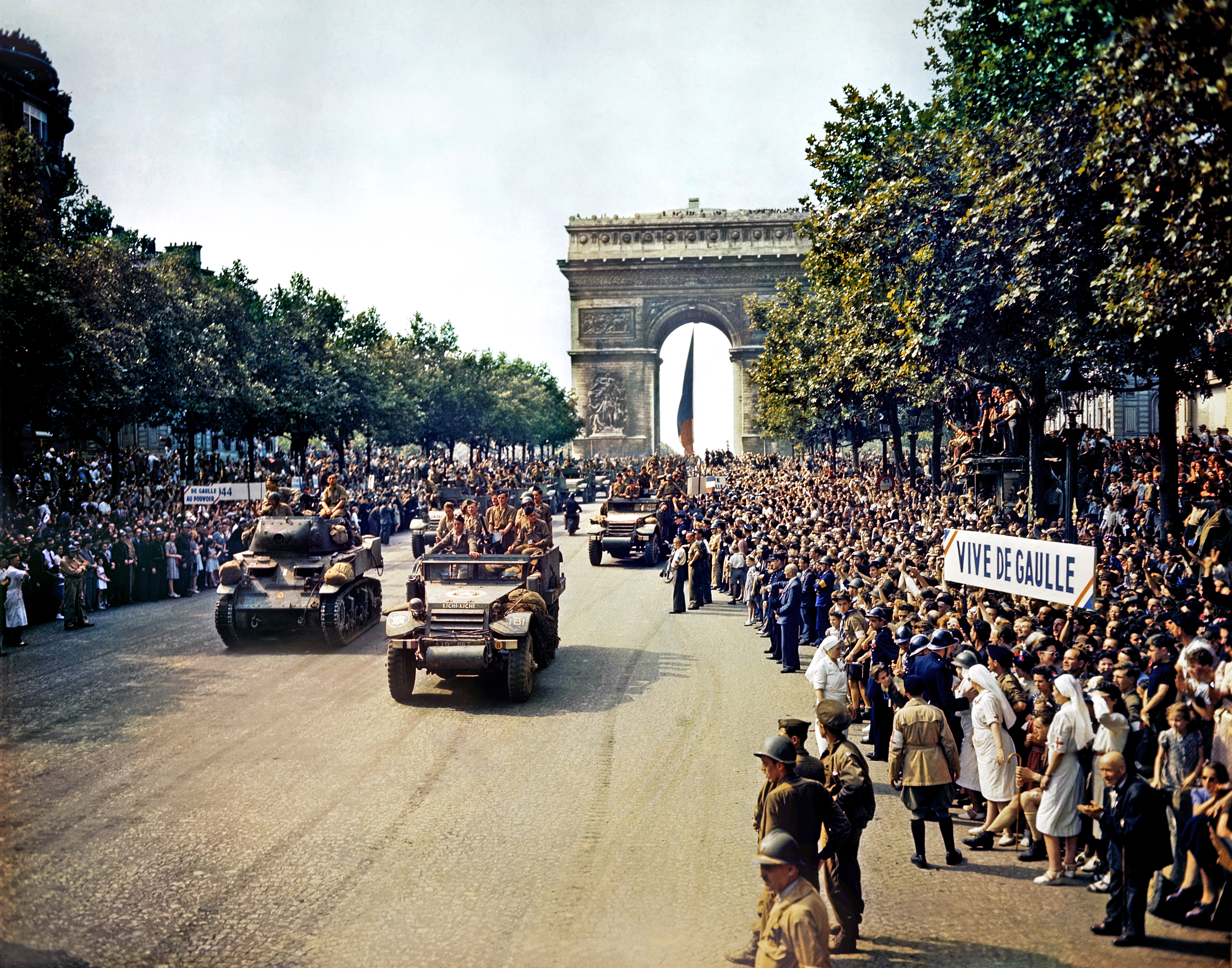
La liberazione di Parigi: agosto 1944

Il 26 agosto 1944 il generale de Gaulle entra a Parigi acclamato dalla folla in delirio e il 27 ottobre 1946 all'Hotel de Ville viene proclamata la Quarta Repubblica francese.
Lo spirito rivoluzionario parigino si ridesta nel maggio 1968, nel quartiere latino, con lo sciopero generale avviato dagli studenti, che per qualche giorno si estende all'intera Francia. Il risultato, sul piano dell'organizzazione della città, è lo smembramento della Sorbona in 13 università nella regione di Parigi.
La città torna a dedicarsi al proprio sviluppo. Già negli anni sessanta si era aperto, con il trasferimento dei mercati generali (les Halles) a Rungis, un periodo di grandi lavori pubblici, teso a liberare il centro storico della città dalla pressione del traffico e dagli insediamenti popolari, e a riqualificarlo con funzioni prevalentemente culturali e di rappresentanza.
Le tappe principali della ristrutturazione sono:
- 1969: il trasferimento delle Halles;
- 1970: la creazione delle 13 università della Région parisienne;
- 1973: il completamento del Boulevard périphérique (che diventa il limite della nuova cintura metropolitana, come il raccordo anulare a Roma);
- 1977: l'inaugurazione del Centre Pompidou;
- 1986: l'inaugurazione del Museo d'Orsay;
- 1989: nel bicentenario della Rivoluzione, l'inaugurazione della Pyramide del Louvre, della Grande Arche de la Défense e dell'Opéra Bastille;
- 1995: l'inaugurazione della nuova Biblioteca nazionale di Francia (che sarà intitolata a François Mitterrand);
- 2003: il nuovo quartiere Paris Rive Gauche attorno alla Biblioteca.

Un panorama dell'Île de la Cité sul finire del tramonto

### Simboli
Lo stemma della città, nella sua forma attuale, risale al 1358, anno in cui il re Carlo V concede il "capo araldico" seminato di gigli di Francia. Esso presenta i gigli di Francia sopra Scilicet (la nave che simboleggiava l'ordine dei mercanti che commerciavano sulla Senna). Il motto è Fluctuat nec mergitur.

## Monumenti e luoghi d'interesse

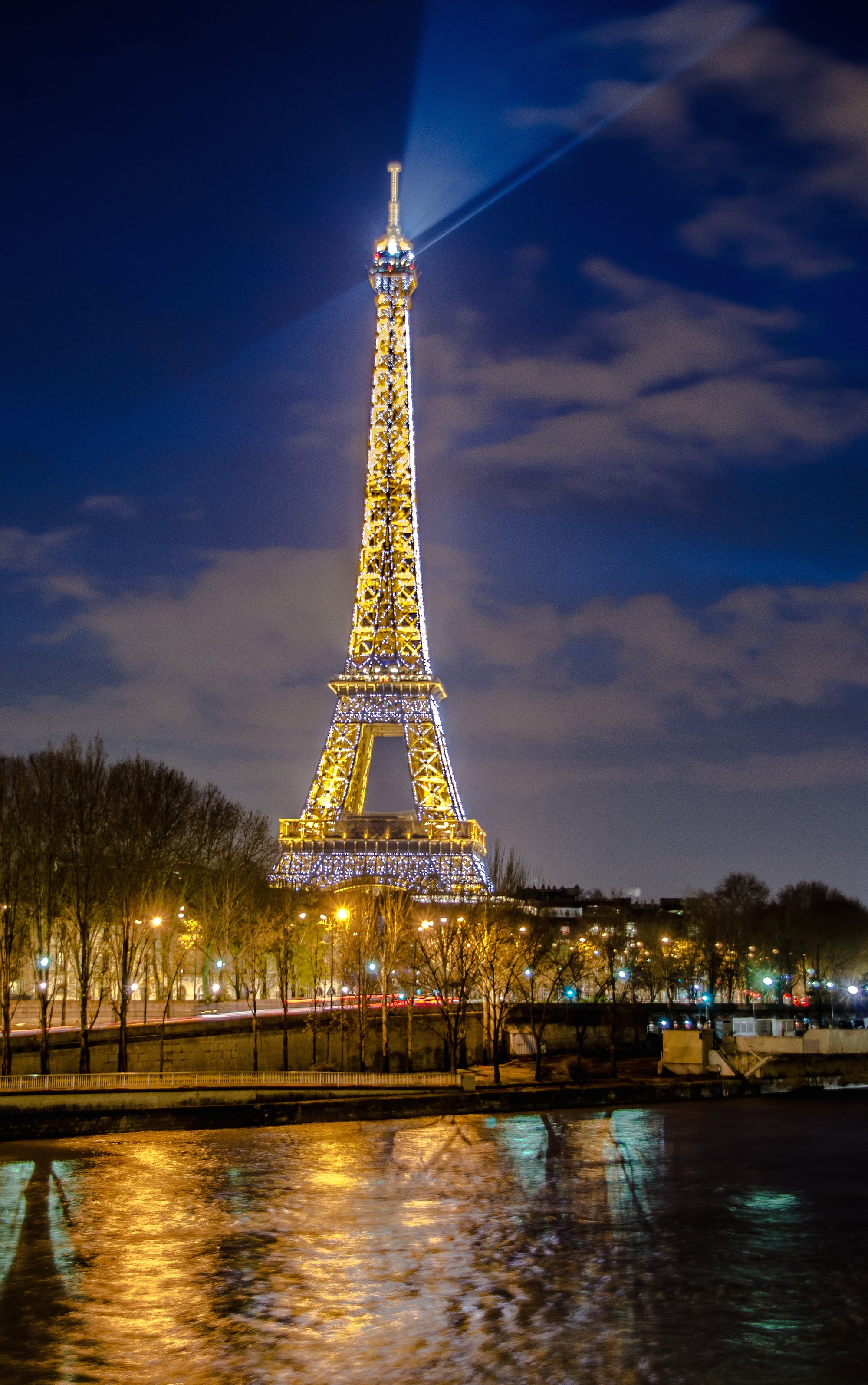
La Tour Eiffel, simbolo di Parigi

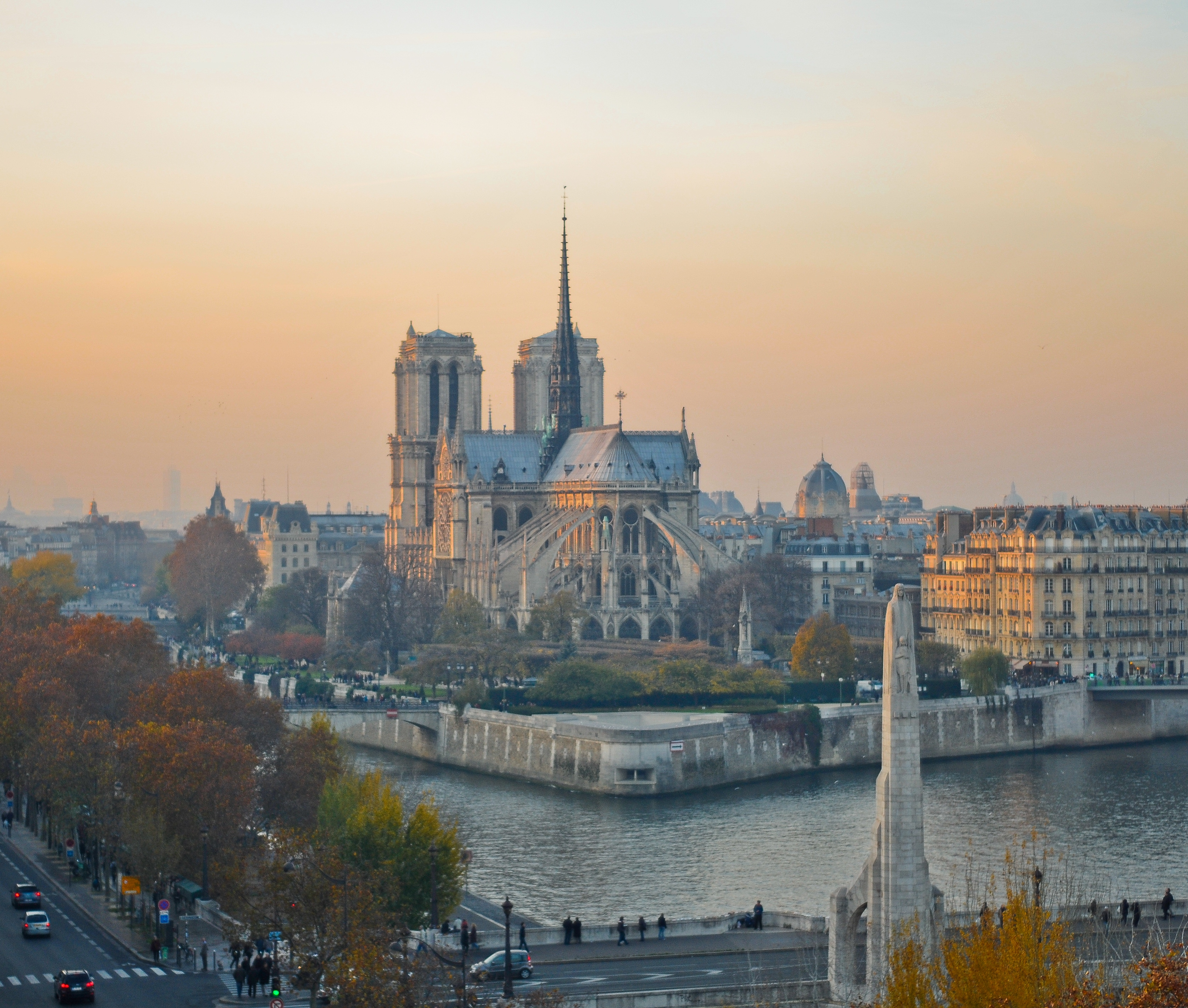
Veduta dell'Île de la Cité con Notre-Dame

Il Palazzo del Louvre

Gran parte del patrimonio artistico-architettonico di Parigi si trova nel centro storico, che deve il suo aspetto attuale a numerosi rimaneggiamenti urbanistici effettuati nei secoli dai Re di Francia e al grande rinnovamento effettuato tra il 1852 e il 1869 per volere di Napoleone III, dal barone Haussmann.
Il monumento simbolo della città è la "basilica cattedrale metropolitana della Madonna di Parigi", più conosciuta semplicemente come Notre-Dame, situata nella parte orientale dell'Île de la Cité, isola della città, posizionata al centro della Senna. A breve distanza si trova il complesso del Palazzo di Giustizia, antico palazzo reale medievale poi ristrutturato nel XVIII secolo. Del medioevo conserva il capolavoro della Sainte-Chapelle e la Conciergerie.

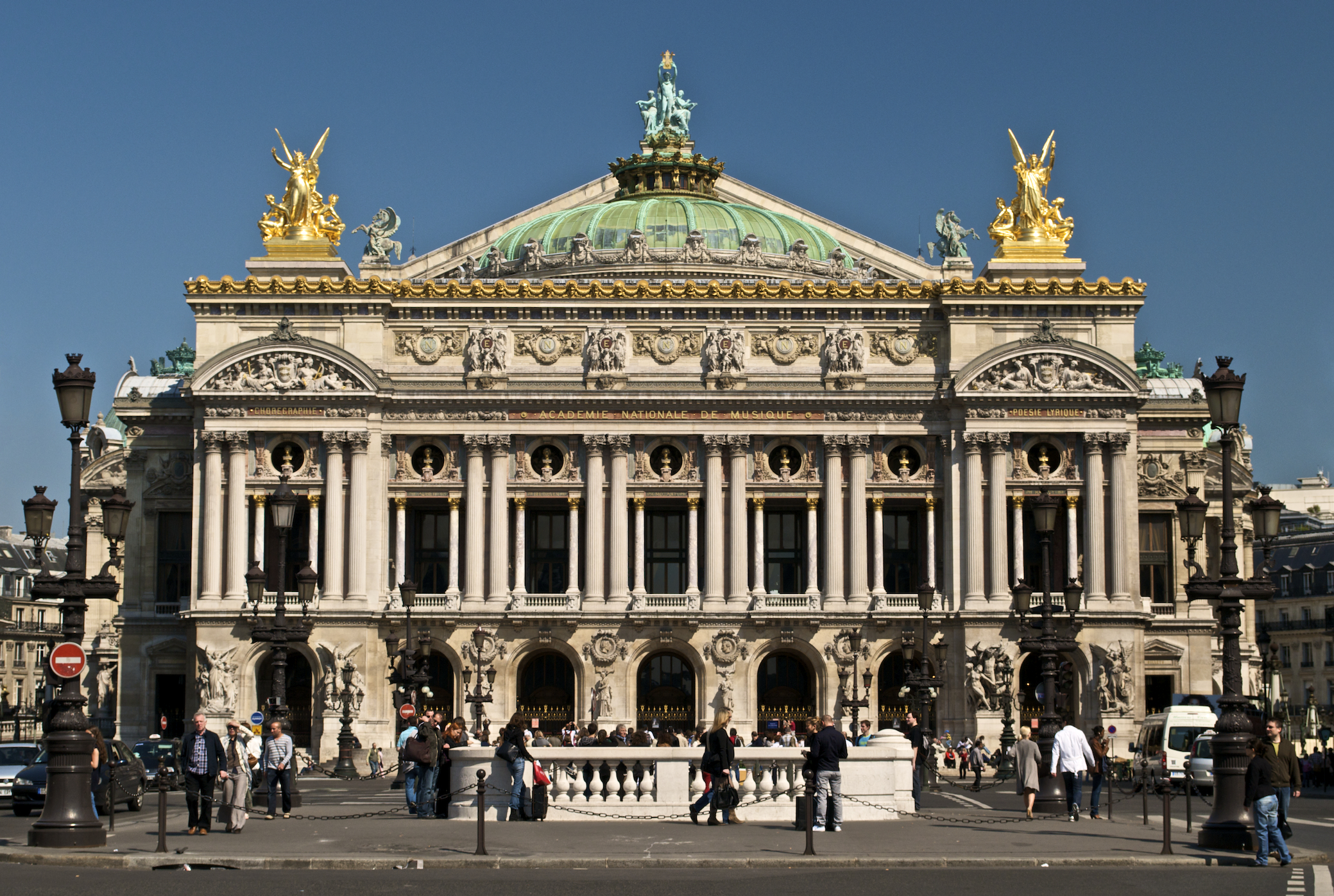
L'Opéra Garnier

Altro monumento simbolo di Parigi è il Louvre, originariamente concepito come struttura esclusivamente militare, fu poi ridisegnato a partire dal 1527 per volere di Francesco I come elegante corte per i re di Francia. Oggi accoglie il celebre Museo del Louvre, uno dei più grandi al mondo e il primo per numero di visitatori (9,6 milioni nel 2019).
Il fronte occidentale del Palazzo, incentrato sulla Pyramide, si apre su una grandiosa prospettiva urbanistica che, partendo dall'Arco del Carrousel, attraversa il Giardino delle Tuileries, la Place de la Concorde, gli Champs-Elysées fino all'Arco di Trionfo. Dal 1989 la prospettiva termina con l'Arco de La Défense.
Poco lontano è il quartiere del lusso e della moda, incentrato su Rue Saint-Honoré e Place Vendôme. Il quartiere del Marais ingloba splendidi palazzi barocchi, come l'Hôtel de Soubise; il Municipio e la caratteristica Place des Vosges. Sempre sulla riva destra, oltre il quartiere del Marais, vi è la storica Place de la Bastille, un tempo occupata dalla fortezza della Bastiglia, da cui il nome, e dove oggi sorge il teatro dell'Opéra Bastille, il più grande d'Europa. Quest'ultimo, con il più celebre Opéra, è sede dell'Opéra National de Paris.
La riva sinistra della Senna è occupata dai quartieri universitari (Quartier Latin), intorno alla Sorbonne, e da quelli amministrativi del Parlamento, Senato, Uffici ministeriali e Ambasciate. Fra i principali monumenti spiccano il Palazzo del Lussemburgo, contornato dai suoi giardini alla francese, l'Assemblée nationale e l'Hôtel des Invalides, costruito in fastose forme barocche da Jules Hardouin Mansart per il Re Sole. Incentrato sulla grande cupola dorata del Dôme des Invalides, ospita il Musée de l'Armée e la tomba di Napoleone.
Altro sito di notevole interesse artistico è la famosissima Tour Eiffel, vero simbolo della città.
Il suo ricchissimo patrimonio d'arte, storia e architettura, le hanno valso l'iscrizione alla lista del patrimonio dell'umanità promossa dall'UNESCO.
La città inoltre è ricca di musei e gallerie d'arte; il più famoso è certamente il Museo del Louvre, che insieme al Museo d'Orsay, al Museo dell'Orangerie e al Musée National d'Art Moderne del Centro Georges Pompidou costituisce la rete delle più famose gallerie d'arte francesi. Un altro notevole circuito di musei è formato dal Museo Carnavalet (Storia di Parigi), Musée Galliera (Moda e Costume), Museo Jacquemart-André (Collezione privata), Museo Rodin, Istituto del mondo arabo.
A questi vanno aggiunti i musei a carattere scientifico, ovvero la Cité des sciences et de l'industrie e la Cité de la musique al Parc de la Villette; l'Osservatorio di Parigi, il Museo nazionale di Storia Naturale, l'Acquario civico di Parigi nonché le decine di musei minori, tra cui il Musée du quai Branly.

### Architetture religiose

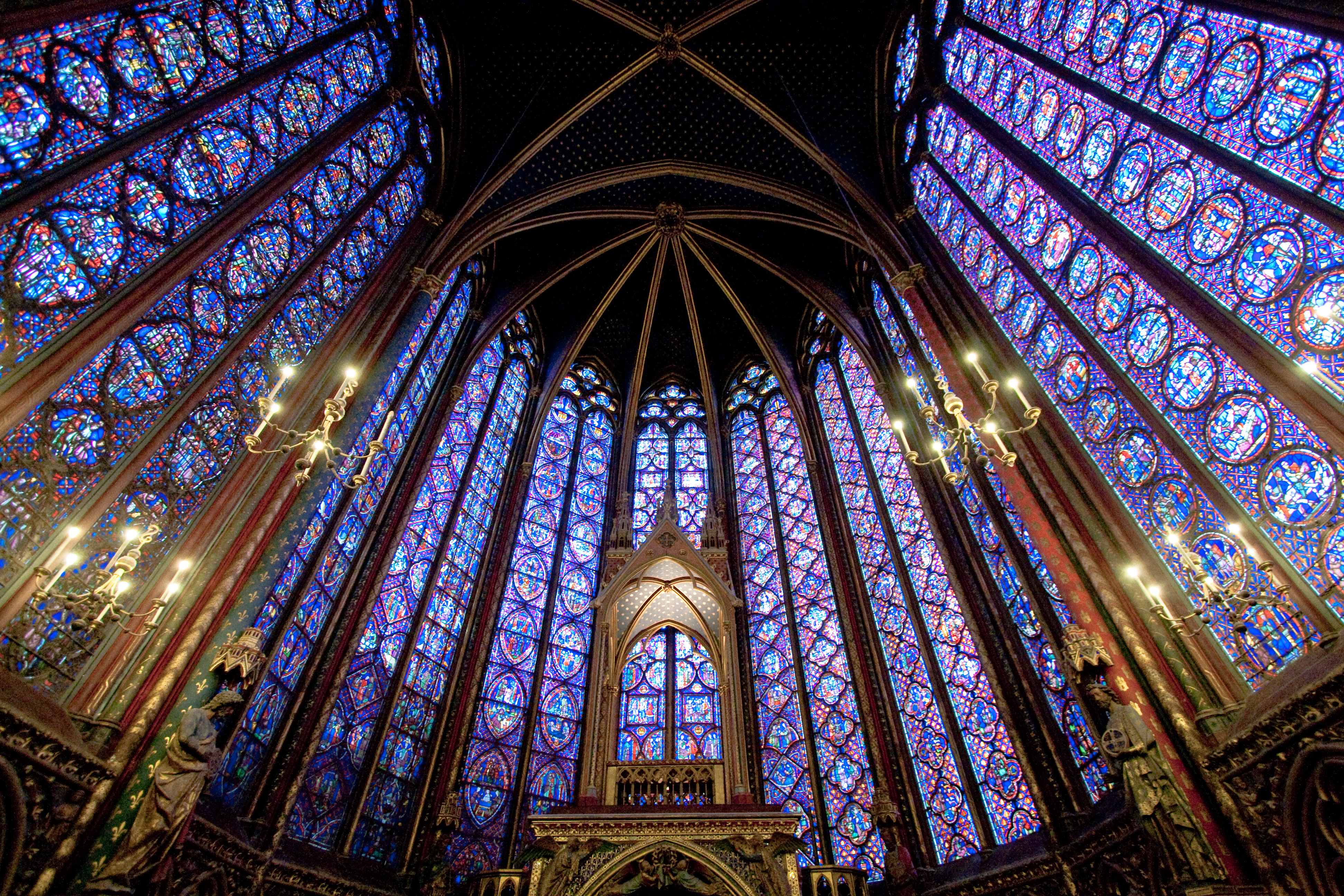
La Sainte-Chapelle

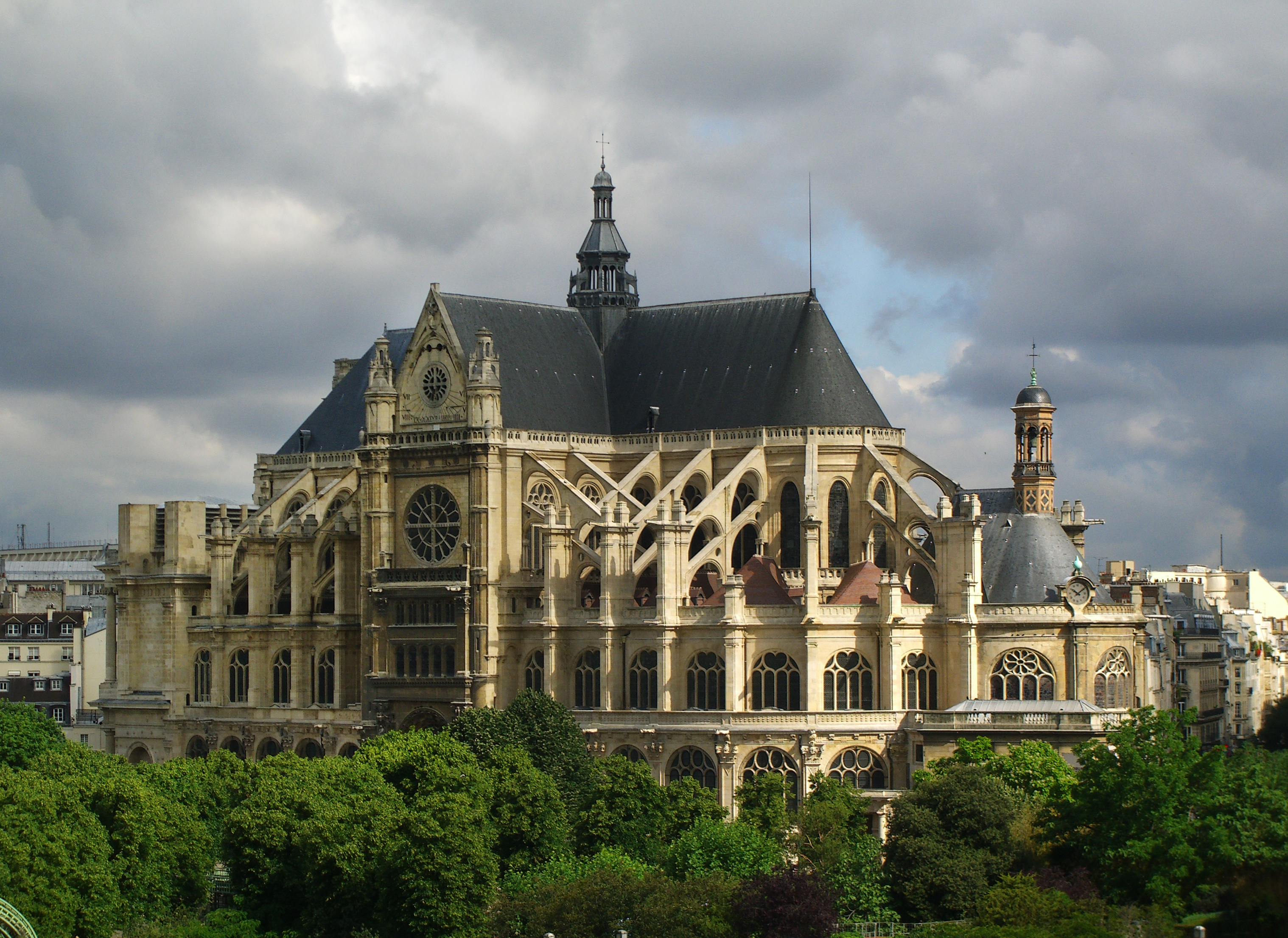
La Chiesa di Saint-Eustache

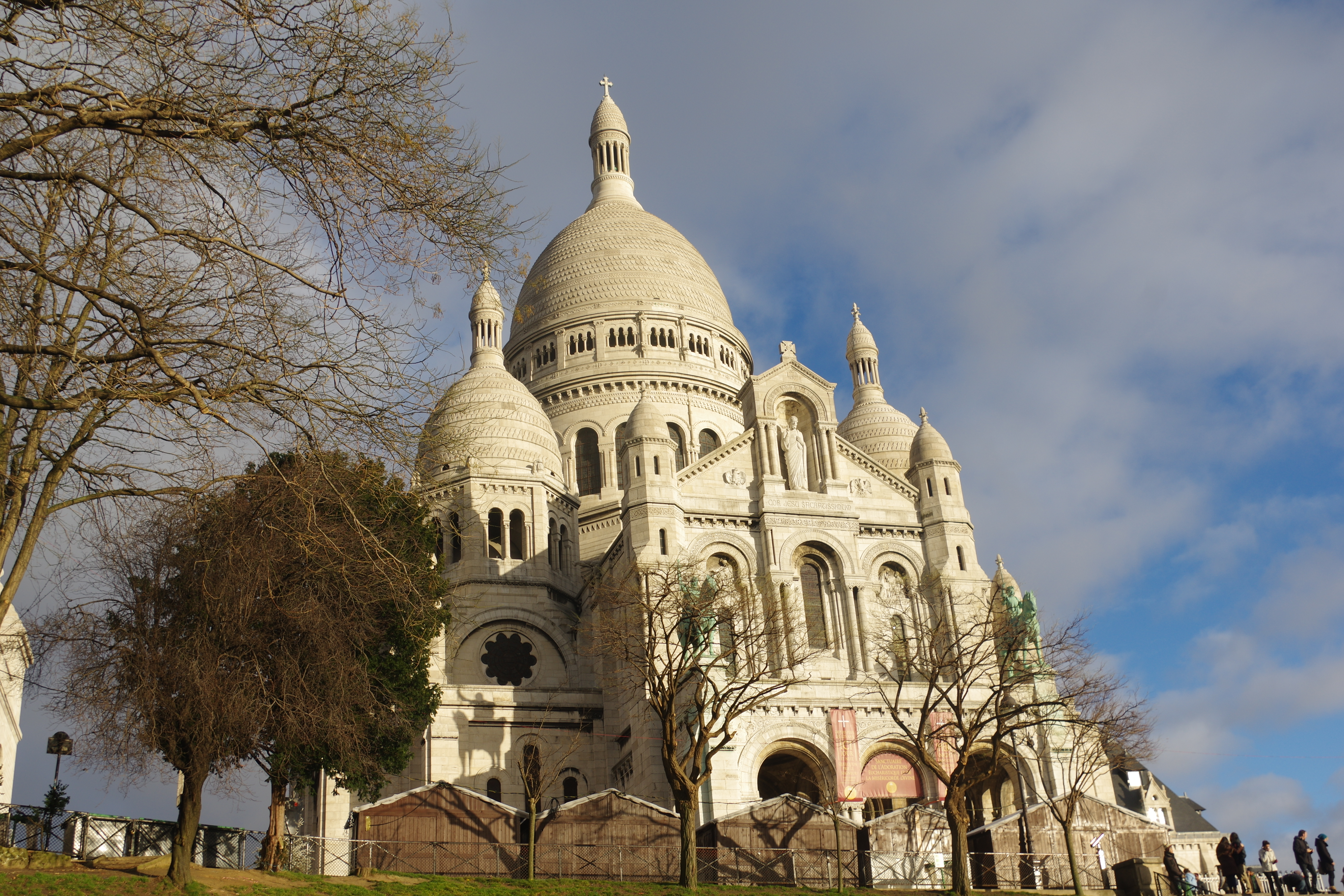
La Basilica di Montmartre

Parigi è ricca di antiche chiese di grande importanza, tra le quali la più celebre è certamente la Cattedrale di Notre-Dame, grande esempio dell'Architettura gotica divenuta nel mondo simbolo della città.
Capolavoro del Gotico francese nel suo stile "radiante" è la Sainte-Chapelle, contenente un importantissimo ciclo di vetrate del XIII secolo.
La capitale francese ospita molti altri edifici religiosi di grande valore storico e artistico. Tra questi, in particolare, sono da ricordare la monumentale Chiesa di Saint-Eustache, gotico-rinascimentale; la romanica chiesa di Saint-Germain-des-Prés; la Chiesa di Saint-Sulpice, il secondo edificio sacro più grande della città dopo Notre-Dame; la chiesa barocca del Val-de-Grâce; nonché la famosa Basilica del Sacro Cuore di Montmartre e la Grande moschea di Parigi, la più grande del Paese e la terza d'Europa, costruita in stile moresco nel 1926.
Il centro storico ospita inoltre diverse altre chiese interessanti: le gotiche Saint-Germain-l'Auxerrois, antica cappella reale del Louvre; Saint-Merri; Saint-Séverin; Saint-Étienne-du-Mont; Saint-Gervais-Saint-Protais, dall'imponente facciata manierista. Ancora le barocche Saint-Paul-Saint-Louis, gesuitica; Saint-Roch e Saint-Nicolas-du-Chardonnet.
Inoltre va ricordata l'imponente Chiesa della Madeleine, che chiude la prospettiva centrale di Place de la Concorde, devoluta alle Glorie napoleoniche.
Esternamente all'area comunale, ma comunque nella sua area urbana, sorge l'importante complesso della Basilica di Saint-Denis, culla dell'Architettura gotica con le sue importanti vetrate medievali. All'interno accoglie le tombe dei Re di Francia, opere di vari artisti fra cui Philibert Delorme, Germain Pilon e Primaticcio.

### Architetture civili

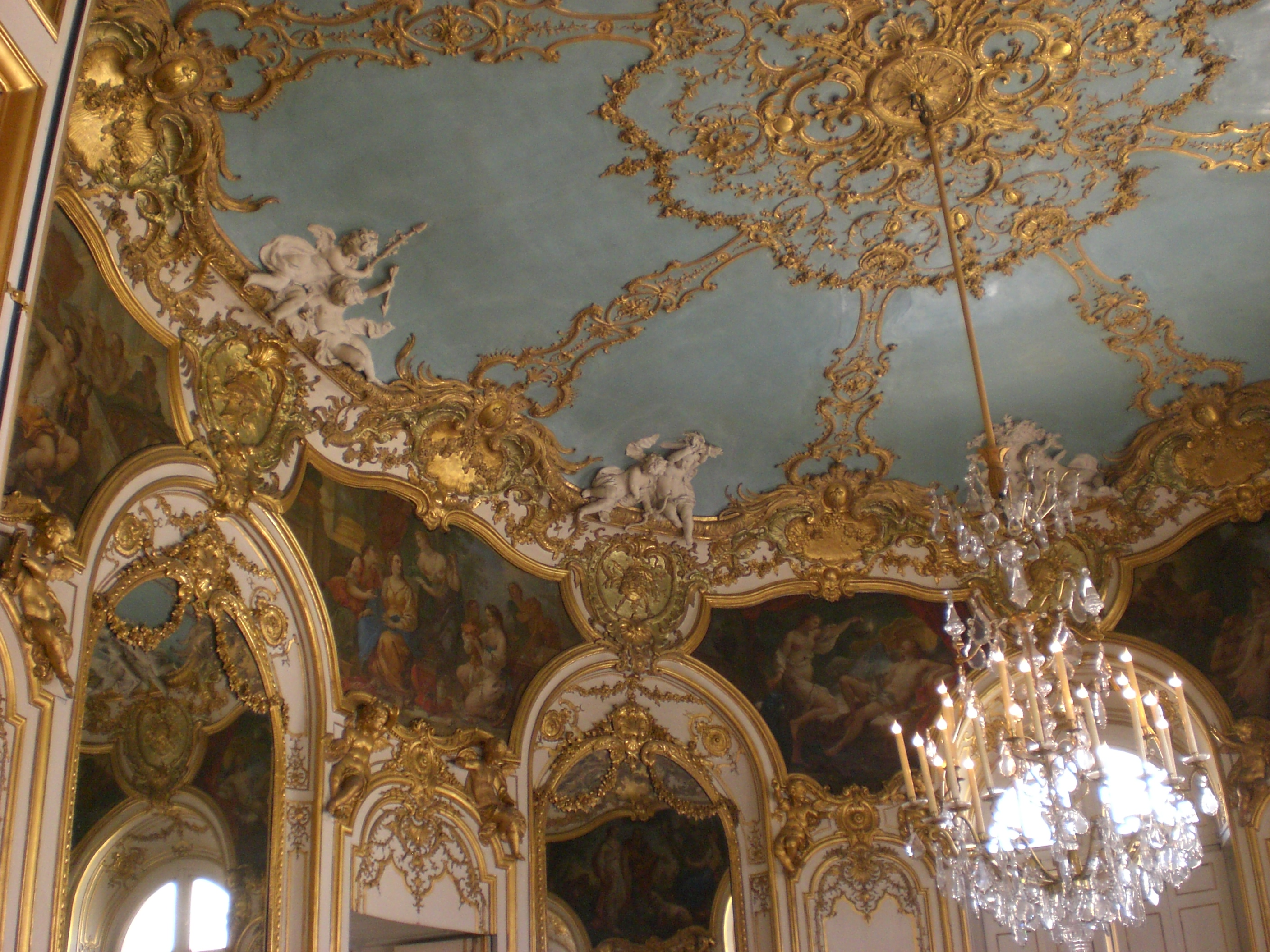
Particolare degli interni dell'Hôtel de Soubise

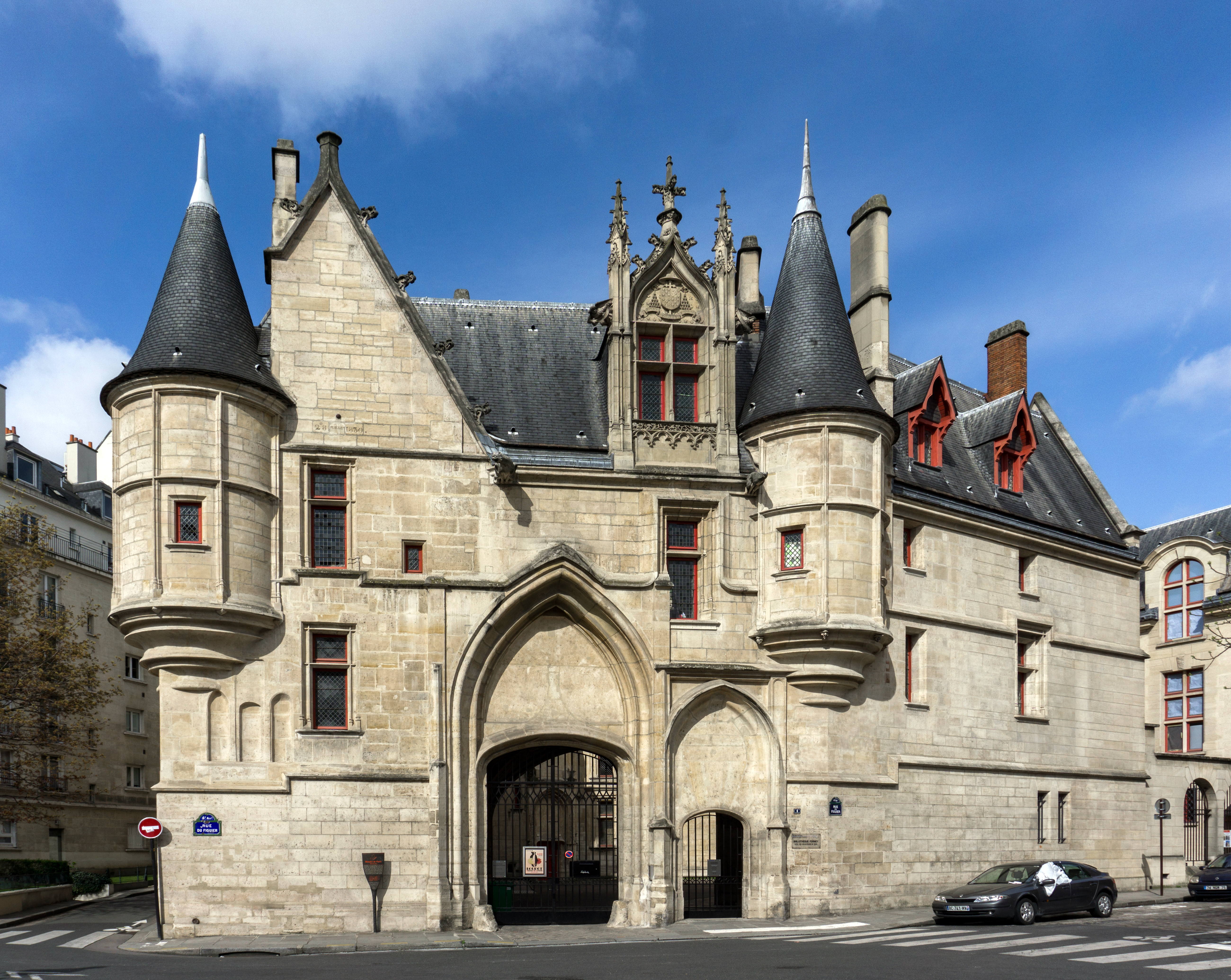
L'Hôtel de Sens, uno dei pochi edifici civili-medievali rimasti a Parigi

Il centro di Parigi è ricco di palazzi costruiti soprattutto nei secoli XV, XVII e XVIII come dimore private delle maggiori famiglie della città; gli stili architettonici rappresentati nel centro cittadino sono molti, dal tardogotico, al barocco, al rococò, al neoclassico, all'eclettico sino al liberty. La storia degli edifici civili parigini si estende fino ai giorni nostri, comprendendo il Centro Pompidou e le numerose architetture moderne caratterizzanti La Défense, la zona di più innovativa concezione del territorio francese.
Parigi ha avuto un centro di potere civile adeguato alla propria importanza, dovuto anche al fatto di ospitare, a periodi, una grande corte all'interno della città a partire già dall'Alto medioevo, quando divenne capitale. Fra i palazzi pubblici va ricordato l'Hôtel de Ville e i palazzi reali del Louvre, il distrutto Palazzo delle Tuileries, Palazzo del Lussemburgo, il Palais-Royal, il Palazzo dell'Eliseo.
Grande importanza avevano anche le dimore private, fra le quali vanno ricordati l'Hôtel de Cluny e l'Hôtel de Sens, quattrocenteschi; i barocchi Hôtel de Sully, Hôtel de Beauvais, Hôtel de Toulouse (ora sede della Banque de France), il rococò Hôtel de Soubise. Un posto speciale si deve agli Hôtel Lambert e Hôtel de Lauzun, il primo costruito dall'architetto Louis Le Vau ed entrambi decorati da Charles Le Brun e Eustache Le Sueur. Furono gli artisti che in di lì a poco crearono il Castello di Vaux-le-Vicomte e quindi della famosissima Reggia di Versailles.
Gli edifici scolastico-universitari sono, anch'essi, di primaria importanza, e vedono il complesso della Sorbonne e il barocco Collège des Quatre-Nations.
Grande patrimonio architettonico è costituito anche dagli immediati dintorni, che vedono il medievale Castello di Vincennes, la famosissima Reggia di Versailles, ma anche il Castello di Sceaux, il Castello di Maisons-Laffitte e il Castello di Malmaison.

### Architetture militari

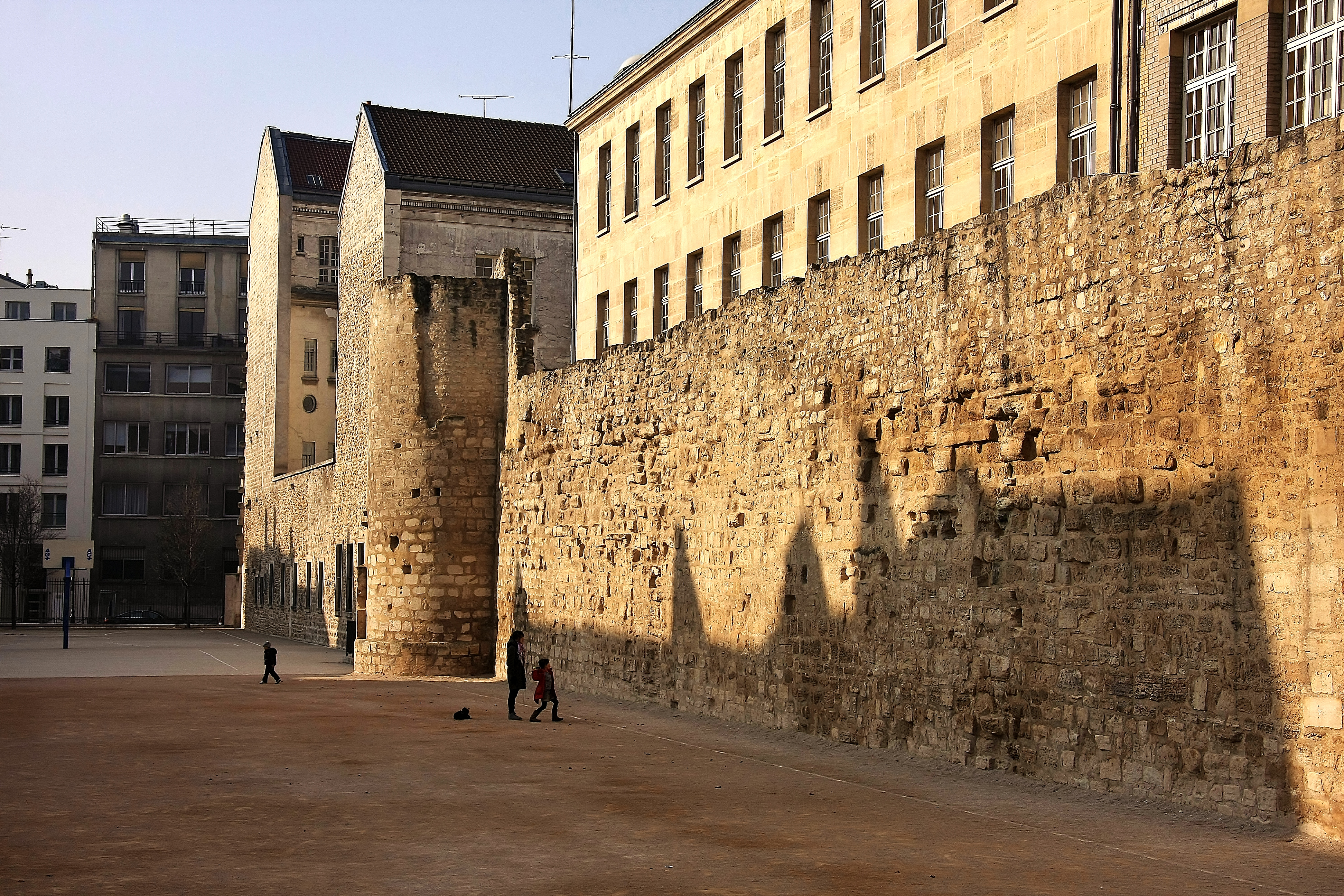
Resti della Cinta di Filippo Augusto

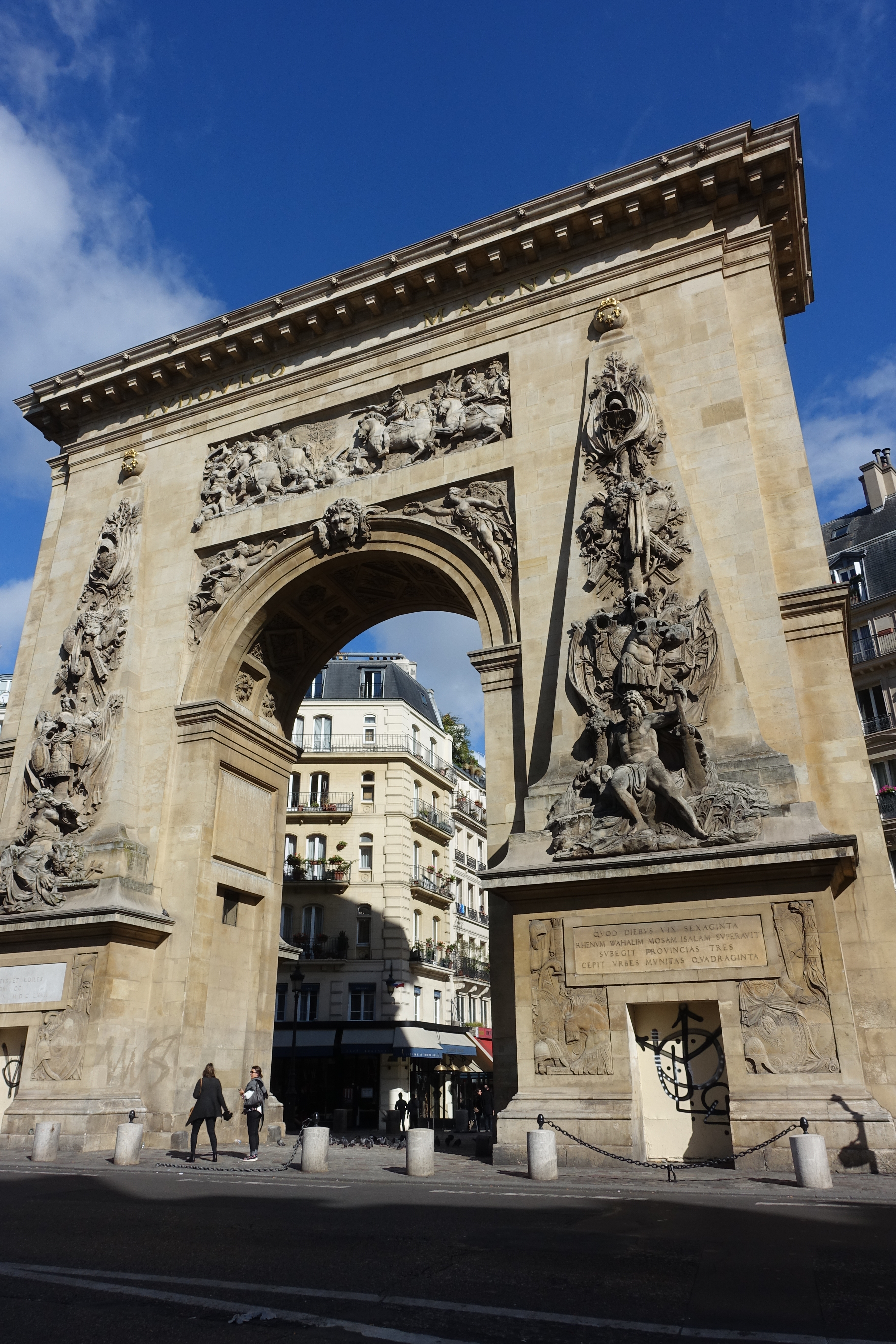
La Porta di Saint Denis

Le mura di Parigi si sono evolute negli anni con la città. Il primo nucleo romano non aveva difese, ma dopo l'invasione e distruzione da parte dei Franchi e degli Alemanni del 275 d.C. i romani fortificarono l'Île de la Cité. Resti se ne vedono nella Crypte archéologique. Nel XII secolo sorse il complesso fortificato Temple, a nord della Rive droite, poi inglobato nella prima cinta muraria costruita da Filippo Augusto a partire dal 1190, per la riva destra, e dal 1209 per quella sinistra. In questo periodo sorse una fortezza sulla riva destra della Senna, la prima struttura del futuro Louvre. Le mura andavano dal Louvre, passando per le Porte Saint-Martin e Porte Saint-Denis, fino alla Chiesa di Saint-Paul-Saint-Louis; per la riva destra. Dalla Senna al Panthéon, all'Odéon e all'Institut de France; per la riva sinistra.
Tra il 1354 e il 1380 Carlo V ricostruì la fortezza del Louvre e nel 1370 fondò la Bastiglia e ampliò le mura della riva destra poi di nuovo ampliata nel 1620 da Luigi XIII (Cinta di Luigi XIII). Solo nel 1652, il Re Sole eseguì un vero, grande ampliamento che coinvolse le due rive e inglobò anche i sobborghi. Risalgono a questo periodo i rifacimenti delle Porte di San Martino e di San Dionigi, concepiti come archi trionfali per l'entrata del re in città dalla Basilica di Saint-Denis.
L'ultima grande cinta venne eretta, ai margini della città, nel 1841-44 da Luigi Filippo, la Cinta di Thiers. Quest'ultima venne abbattuta nel 1919-29, ma segnò, grossomodo, in maniera definitiva il margine del territorio comunale ufficiale della città; rimarcato nel 1973 dalla costruzione del Boulevard périphérique.

### Ponti

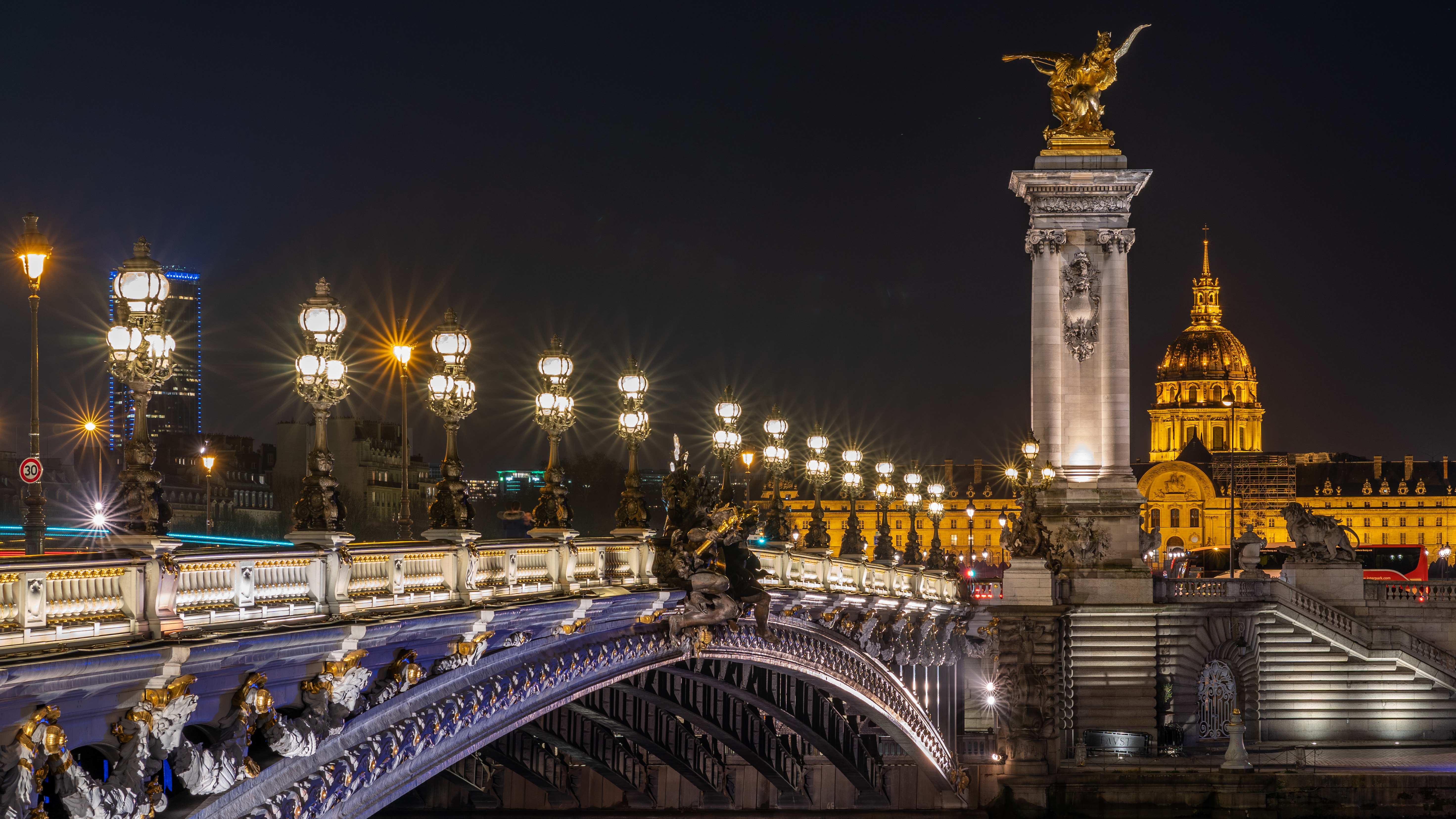
Il Ponte Alessandro III, sullo sfondo la cupola dorata dell'Hôtel des Invalides

Parigi possiede una grande quantità di ponti che scavalcano la Senna. Eretti a partire già dall'epoca gallica, oggi il più antico è il Pont Neuf eretto fra il 1578 e il 1607. Quest'ultimo collega le due sponde del fiume passando per la punta occidentale dell'Île de la Cité; con i suoi 238 metri, è anche il più lungo della capitale.
Altri ponti importanti sono il Pont au Change, ove nel medioevo avevano sede gli uffici del cambio, gioiellerie e orafi, che con le loro botteghe avevano coperto interamente i lati del ponte. Distrutto e rifatto più volte a causa di piene o incendi, venne infine ricostruito nel 1860 da Napoleone III.
Seguono: il Pont de la Concorde, di fronte alla piazza omonima, costruito con le pietre della distrutta Bastiglia; il fastoso Ponte Alessandro III, edificato in onore dell'alleanza con lo zar Alessandro III di Russia; i ponti Bir-Hakeim e di Bercy, costruiti a cavallo fra '800 e '900, con galleria superiore per il transito della Metropolitana; il Pont Mirabeau con le sue sculture bronzee e il Pont des Arts, fra il Louvre e il Collège des Quatre-Nations, pedonale, che è nella tradizione il "Ponte degli innamorati".

### Vie e piazze

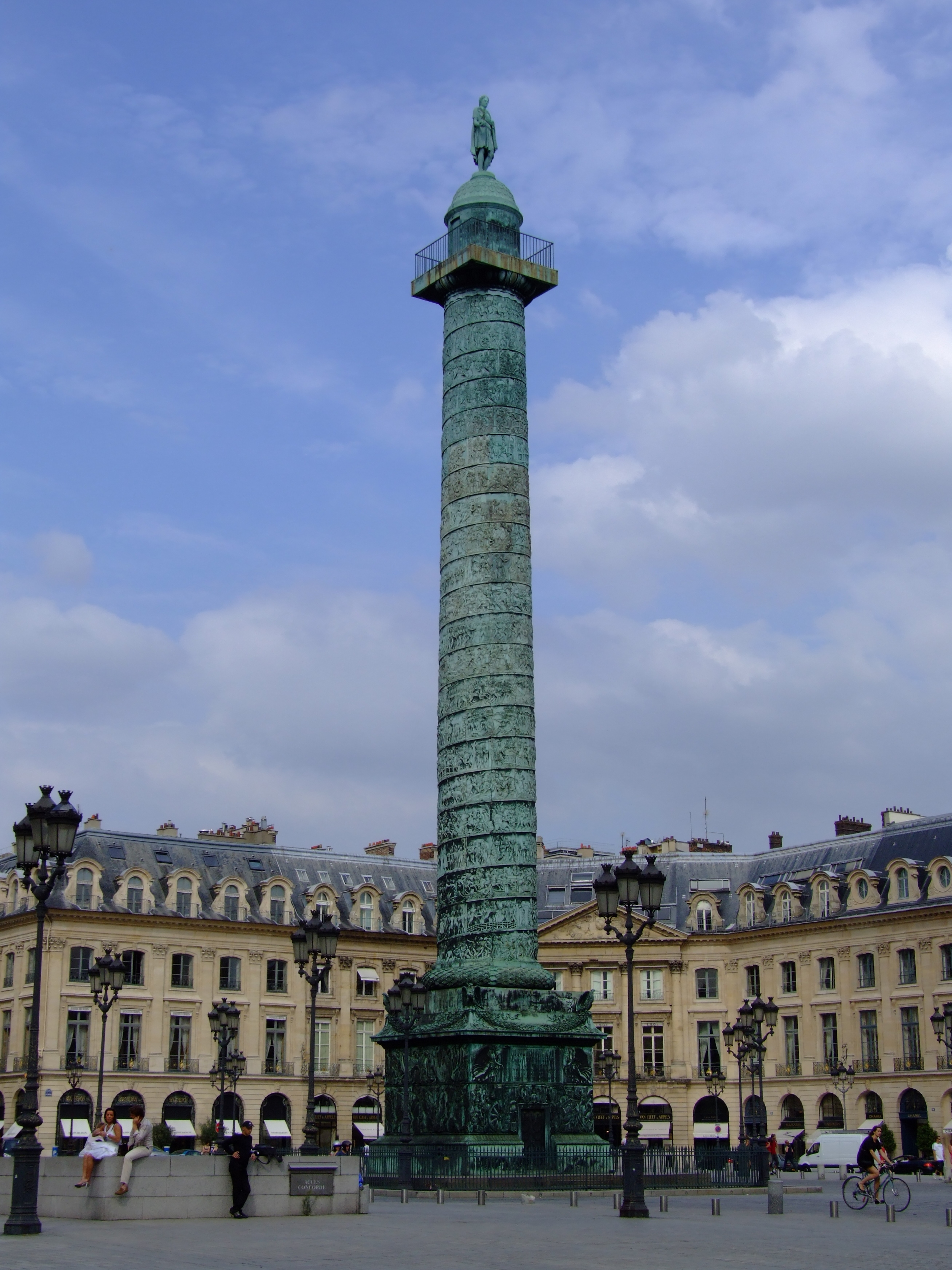
Place Vendôme

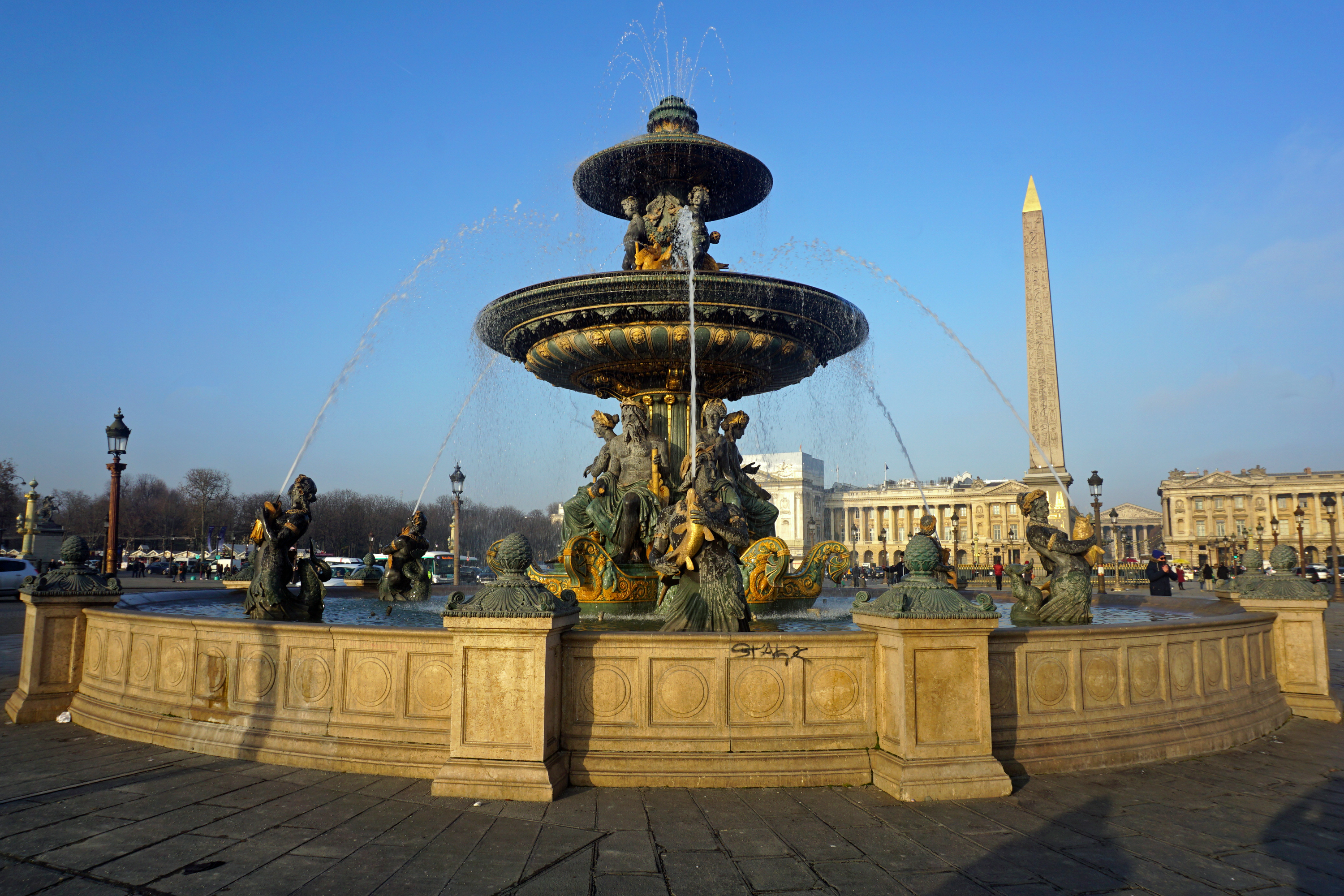
Veduta di Place de la Concorde con le fontane e l'obelisco

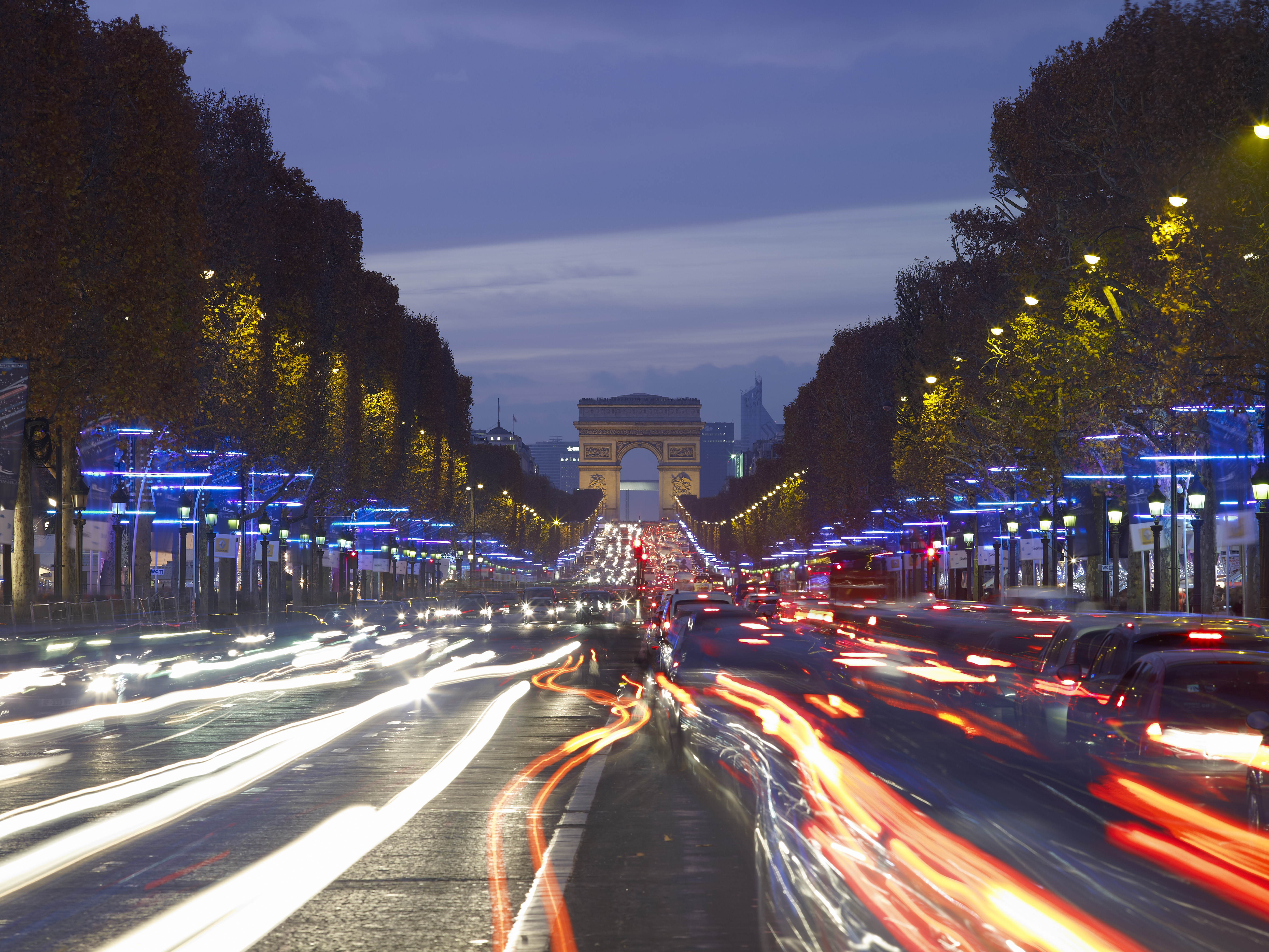
Gli Champs-Elysées con l'Arco di Trionfo

Sono diverse le vie e piazze di Parigi che hanno rilevanza storica, architettonica, sociale o commerciale. Tra le piazze spiccano quella delle Halles, che con Place du Châtelet costituisce il vero centro del sistema dei trasporti cittadino. Le caratteristiche Place Dauphine e Place des Vosges, seicentesche, tutte formate da palazzetti uniformi dai grandi tetti. Le barocche e scenografiche Place de la Concorde, Place Vendôme e Place des Victoires. Infine le grandi Place de la Republique, Place de la Bastille, Place de la Nation e Place Charles-de-Gaulle con al centro l'Arco di Trionfo e dalla quale si irradiano ben 12 viali.
Per quanto riguarda le vie, sono degni di nota i famosissimi Champs-Elysées, che con Rue de Rivoli e Rue de Rennes costituiscono forti attrattive per lo shopping, le passeggiate e i caffè. Gli animatissimi Boulevard, grandi vialoni piuttosto rettilinei fra i quali spiccano Boulevard de Bonne-Nouvelle, Boulevard Saint-Martin e Boulevard Montmartre che costituiscono la zona dei teatri parigini. Avenue Montaigne, Boulevard Saint-Germain, Rue Saint-Honoré e Rue de la Paix sono considerate far le zone più lussuose della città, nonché uno dei maggiori centri dello shopping dell'alta moda internazionale. Rue de Grenelle e Rue de Varenne, vie aperte nel XVIII secolo e subito presiedute da nobili signori e finanzieri che vi costruirono le loro ricche dimore, oggi divenute sedi di ministeri e ambasciate. Rue de la Montagne Sainte-Geneviève e Rue Mouffetard, reputate le più caratteristiche di Parigi per i vecchi negozi dalle antiche vetrine, e le atmosfere di un tempo.
Da non dimenticare i caratteristici Passages, passaggi coperti, sorta di galleria commerciale, aperti fin dalla fine del XVIII secolo e poi sviluppatisi in tutt'Europa. Si ricordano il Passage des Princes, la Galerie Vivienne, il Passage Jouffroy.

### Siti archeologici

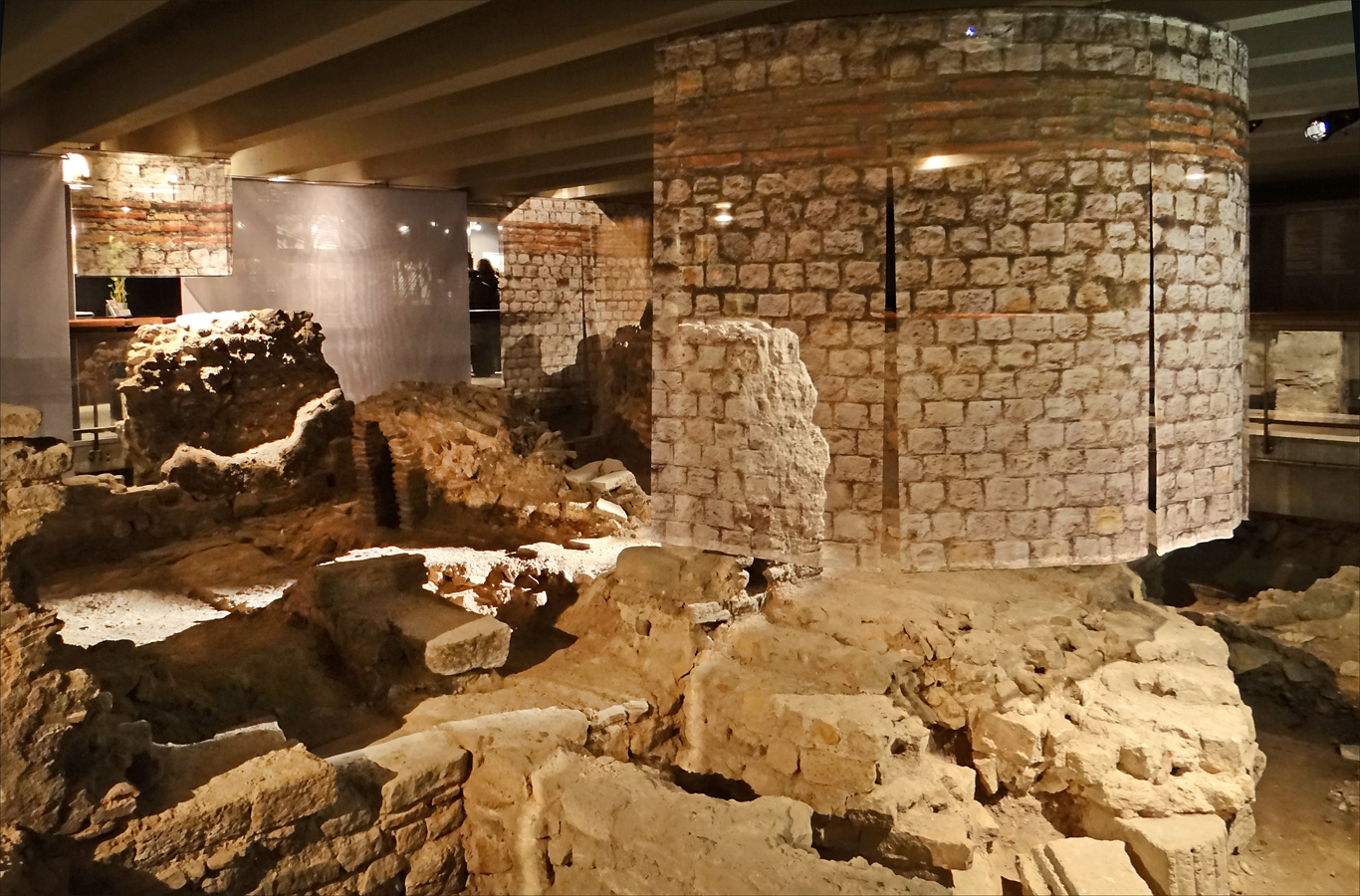
Resti della cinta muraria romana nella Crypte archéologique

Non sono molti i siti archeologici che raccontano la Parigi romana. Dapprima i resti dell'Arènes de Lutèce, risalenti al III secolo e quelli più importanti delle Terme di Cluny, delle quali si conserva quasi intatto il Frigidarium. Resti della cinta romana del 275 d.C. che cingeva l'Île de la Cité sono presenti nella Crypte archéologique. Nella Chiesa di Saint-Pierre-de-Montmartre si conservano quattro colonne provenienti forse da un tempio li innalzato.

### Parchi e giardini

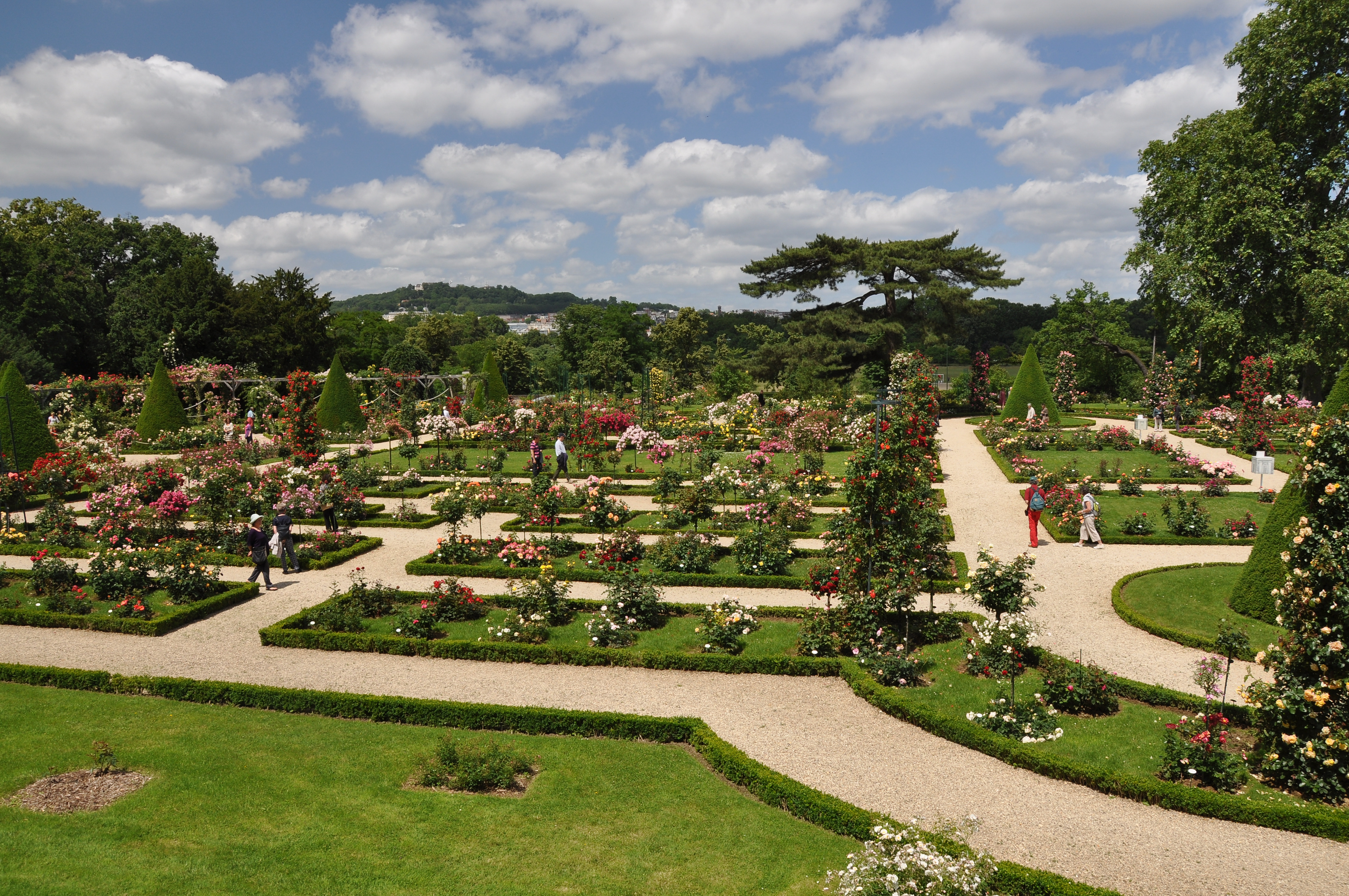
Veduta del Roseto dei Giardini di Bagatelle

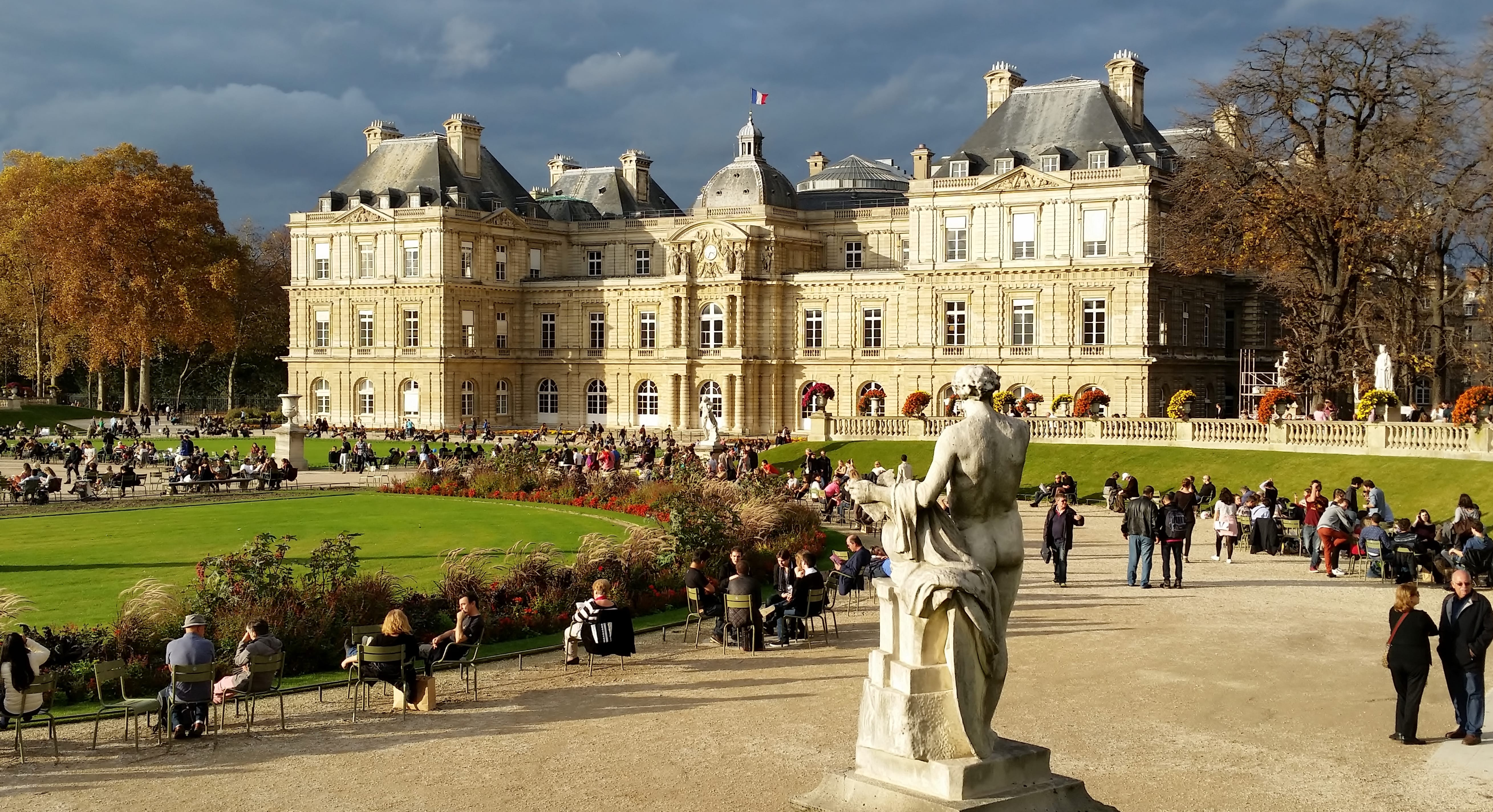
Il Palazzo del Lussemburgo con i famosi giardini

Parigi conta numerosi viali, parchi e giardini per un totale di circa 426 aree verdi. 
Fra tutti dominano i due "polmoni verdi" di Parigi dati dai parchi del Bois de Boulogne, a ovest della capitale, di 846 ettari, e dal Bois de Vincennes, a est, di 995 ettari.
D'importanza storica sono i Giardini delle Tuileries di André Le Nôtre, i Giardini del Lussemburgo e i Giardini di Bagatelle, piantati in epoca barocca e rappresentanti del Giardino alla francese, oltre al Jardin des Plantes, l'orto botanico della capitale, fondato nel 1626.
Nel XIX secolo si realizzarono i Parc des Buttes-Chaumont, Parc Monceau e Parc Montsouris. Al XX secolo si devono il Parc de la Villette e il Parc André-Citroën.
Una particolarità è costituita dalla Promenade plantée, creata a partire dal 1988 fino al 1993 su progetto dell'architetto Philippe Mathieux, riconvertendo la dismessa linea ferroviaria Parigi-Vincennes. Ha ispirato la riconversione di parte della High Line di New York del 2009.
Appena fuori dal territorio comunale, ma compresi nell'area urbana di Parigi, vi sono i grandi parchi reali di Versailles, Saint-Cloud, Meudon, Marly-le-Roi e Saint-Germain-en-Laye. Inoltre si ricordano il Parco di Sceaux e il Roseto della Val-de-Marne a L'Haÿ-les-Roses.

## Santi patroni
La patrona della città è santa Genoveffa (Sainte Geneviève), accreditata di avere convinto Attila a risparmiare la città, nel V secolo.
Si ricorda però anche san Mederico (Saint Merry), che è il patrono della rive droite, nucleo urbano la cui origine è posteriore, a causa della presenza delle marais che ancora oggi si ricordano nel nome del quartiere, cioè zone a vocazione orticola per la buona fertilità del terreno.
Anche san Dionigi è annoverato come patrono della capitale, mentre un altro santo importante per i parigini, san Germano (la rive gauche nel Medioevo veniva detta anche "Città di Saint Germain" e il quartiere parigino di Saint-Germain-des-Prés, prende da lui il nome), non ha alcuna carica.

## La metropoli

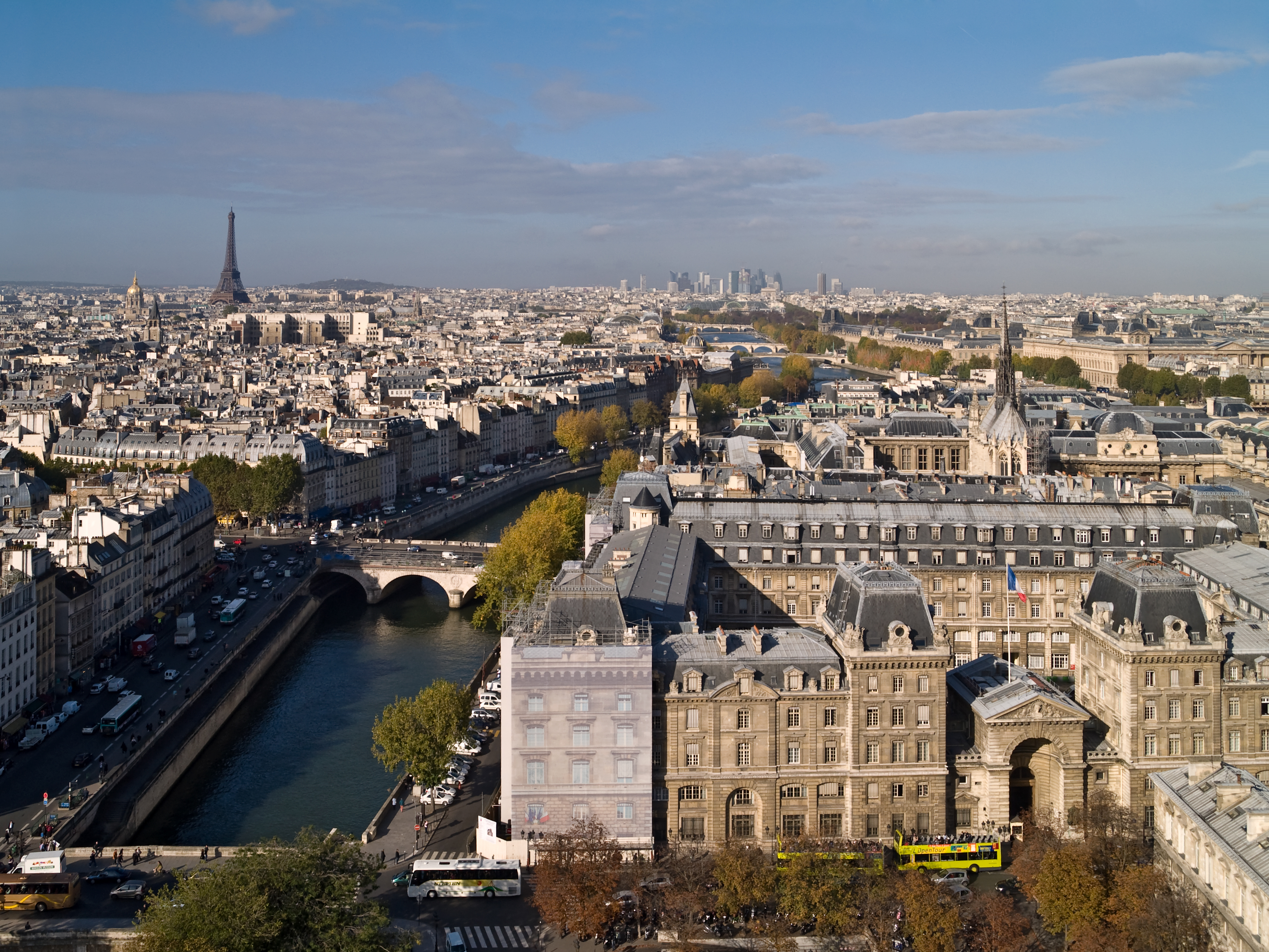
Vista di Parigi a partire da Notre-Dame de Paris

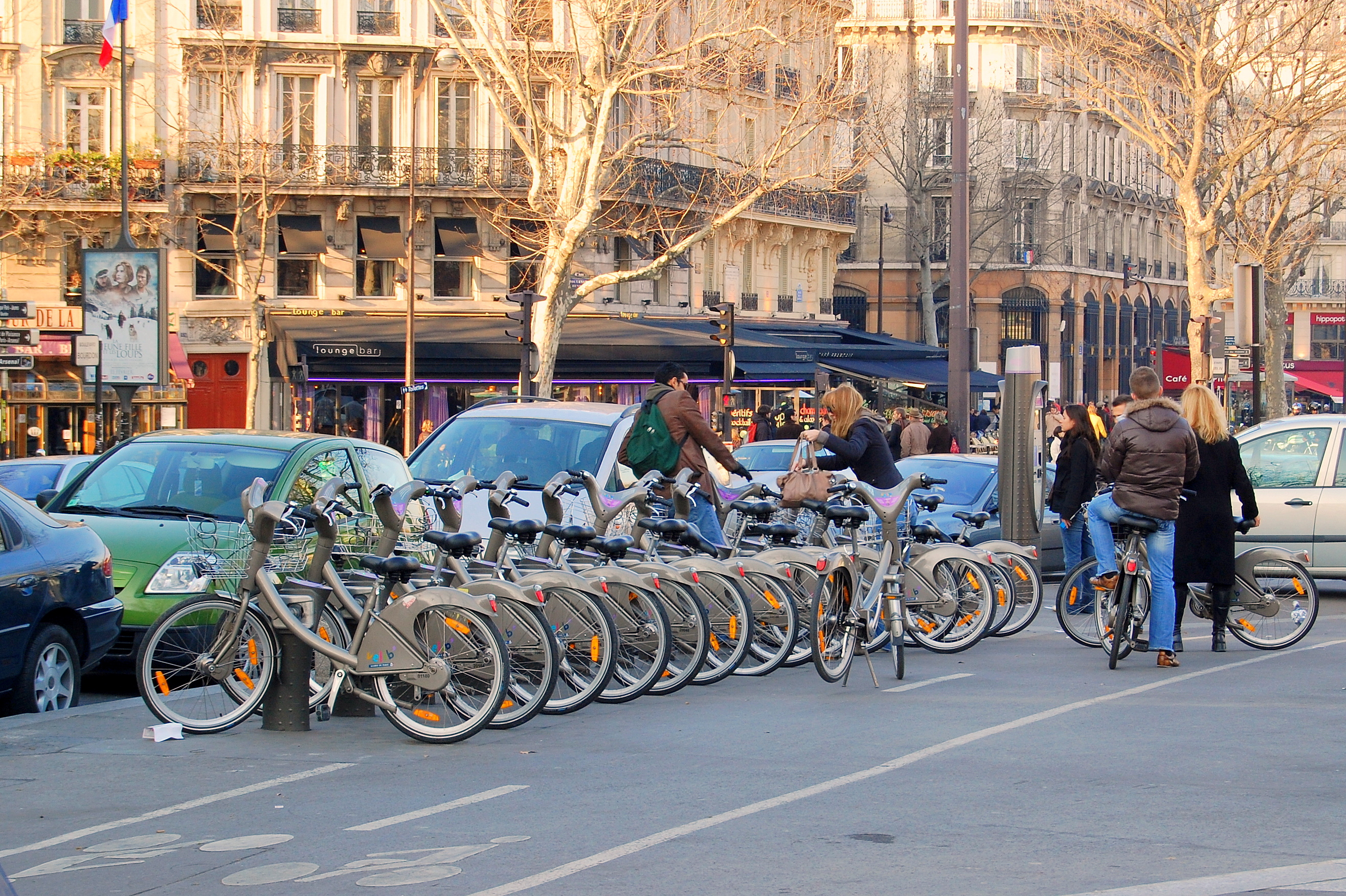
Stazione Vélib' di place de la Bastille, con piste ciclabili

Redditi medi nel Grand Paris nel 2018: l'ovest concentra le popolazioni più ricche, il nord-est le popolazioni più povere e immigrate

Parigi, con 2 206 488 abitanti al 2015, 10 706 072 abitanti nella sua agglomerazione e 12 532 901 abitanti nella sua area urbana, è la città più grande di Francia. Con la locuzione "Grande Parigi" (in francese: Grand Paris) si identifica un territorio che può essere delimitato o dall'agglomerazione o dall'area urbana o dalla Métropole du Grand Paris. L'area metropolitana di Parigi è la quarta più ampia d'Europa (dopo Mosca, Istanbul (parte del cui territorio si estende in Asia) e Londra) ed è, all'incirca, la ventesima al mondo.
L'area metropolitana di Parigi, con un PIL complessivo superiore a quello dell'Australia, è il secondo più grande centro economico e finanziario d'Europa dopo Londra. Ospita più del 30% dei "colletti bianchi" francesi, e più del 40% delle sedi centrali delle compagnie francesi, con il più grande distretto finanziario d'Europa per dimensioni (La Défense) e la seconda più grande borsa d'Europa (Euronext Paris).
Nota in tutto il mondo come la Ville Lumière (la "città delle luci"), Parigi è una delle principali destinazioni turistiche mondiali. La città è rinomata per la bellezza della sua architettura, i suoi viali e i suoi scorci, oltre che per l'abbondanza dei suoi musei. Costruita su un'ansa della Senna, è divisa in due parti: la Rive droite a nord e la più piccola Rive gauche a sud.

### La città
La città di Parigi secondo l'INSEE ha una superficie complessiva di 105,4 km² (2015) e una popolazione di 2 206 488 abitanti (2015).
| 1150      | 1328      | 1365      | 1422      | 1500      | 1565      | 1600      | 1637      | 1680      | 1750      | 1789      |
| --------- | --------- | --------- | --------- | --------- | --------- | --------- | --------- | --------- | --------- | --------- |
| 50 000    | 200 000   | 275 000   | 100 000   | 150 000   | 294 000   | 300 000   | 415 000   | 515 000   | 576 000   | 650 000   |
| 1801      | 1811      | 1817      | 1831      | 1836      | 1841      | 1846      | 1851      | 1856      | 1861      | 1866      |
| 546 000   | 622 636   | 713 966   | 785 862   | 899 313   | 936 261   | 1 053 897 | 1 053 262 | 1 174 346 | 1 696 141 | 1 825 274 |
| 1872      | 1876      | 1881      | 1886      | 1891      | 1896      | 1901      | 1906      | 1911      | 1921      | 1926      |
| 1 851 792 | 1 988 806 | 2 269 023 | 2 344 550 | 2 447 957 | 2 536 834 | 2 714 068 | 2 763 393 | 2 888 110 | 2 906 472 | 2 871 429 |
| 1931      | 1936      | 1946      | 1954      | 1962      | 1968      | 1975      | 1982      | 1990      | 1999      | 2009      |
| 2 891 020 | 2 829 753 | 2 725 374 | 2 850 189 | 2 790 091 | 2 590 771 | 2 299 830 | 2 176 243 | 2 152 423 | 2 125 246 | 2 234 105 |

### L'agglomerazione
L'agglomerazione urbana di Parigi definita dall'INSEE con il termine di Unità urbana di Parigi (Unité urbaine de Paris) si compone di 412 comuni (2015), per una superficie complessiva di 2 844,8 km² (2015) e una popolazione di 10 706 072 abitanti (2015).
Popolazione dell'agglomerazione parigina - Unité urbaine de Paris
- 1801 : 548 000
- 1835 : 1 000 000
- 1863 : 2 000 000
- 1885 : 3 000 000
- 1905 : 4 000 000
- 1911 : 4 500 000
- 1921 : 4 850 000
- 1926 : 5 160 008
- 1931 : 5 674 419
- 1936 : 5 784 072
- 1946 : 5 600 000
- 1954 : 6 436 296
- 1962 : 7 384 363
- 1968 : 8 196 746
- 1975 : 8 549 898 (310 comuni)
- 1982 : 8 706 936 (335 comuni)
- 1990 : 9 318 821 (378 comuni)
- 1999 : 9 644 507 (396 comuni)
- 2008 : 10 354 675 (412 comuni)
- 2009 : 10 413 386 (412 comuni)
- 2015 : 10 706 072 (412 comuni)

### L'area metropolitana

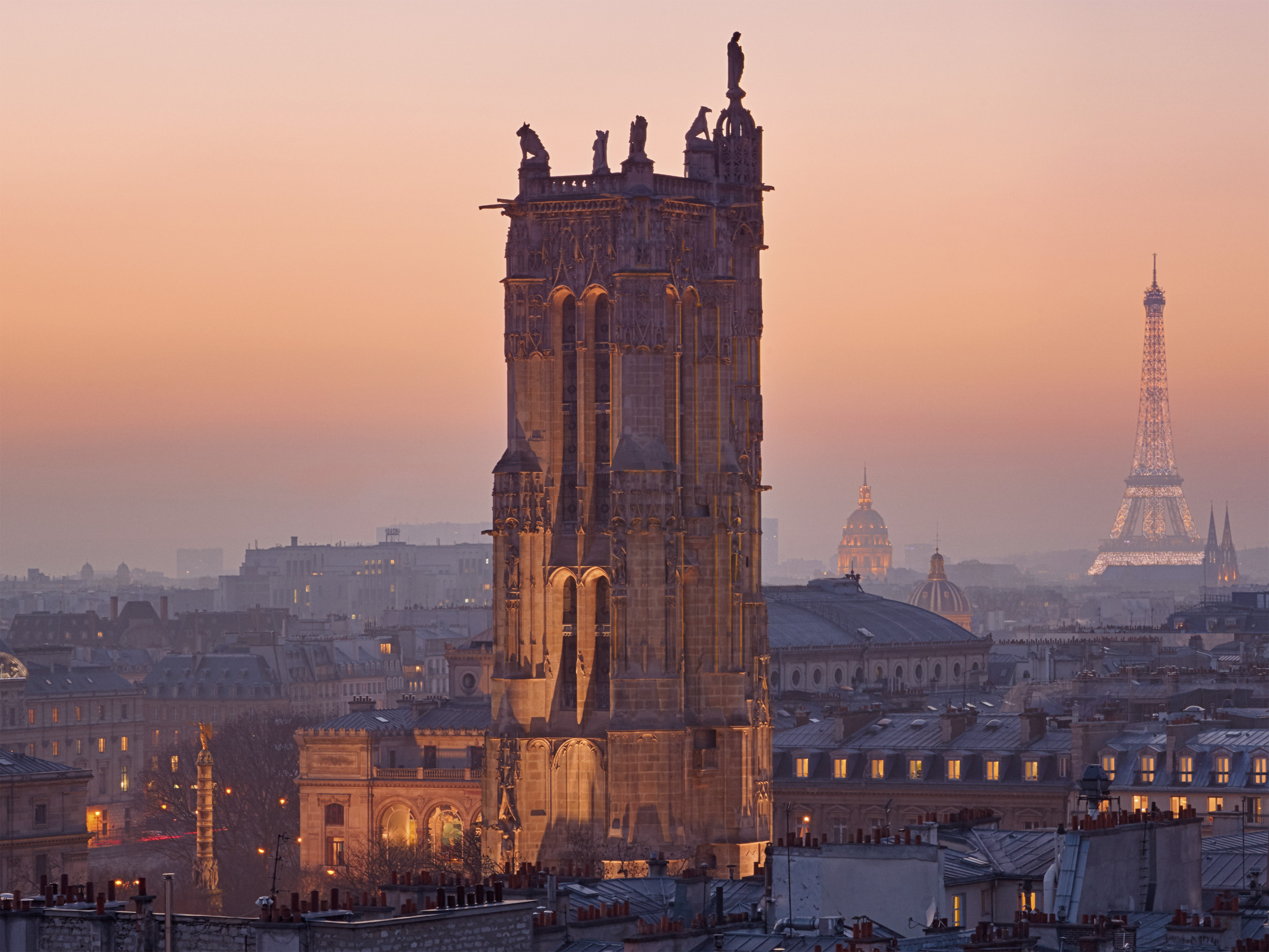
Veduta del centro di Parigi con la Tour Saint-Jacques e la Tour Eiffel

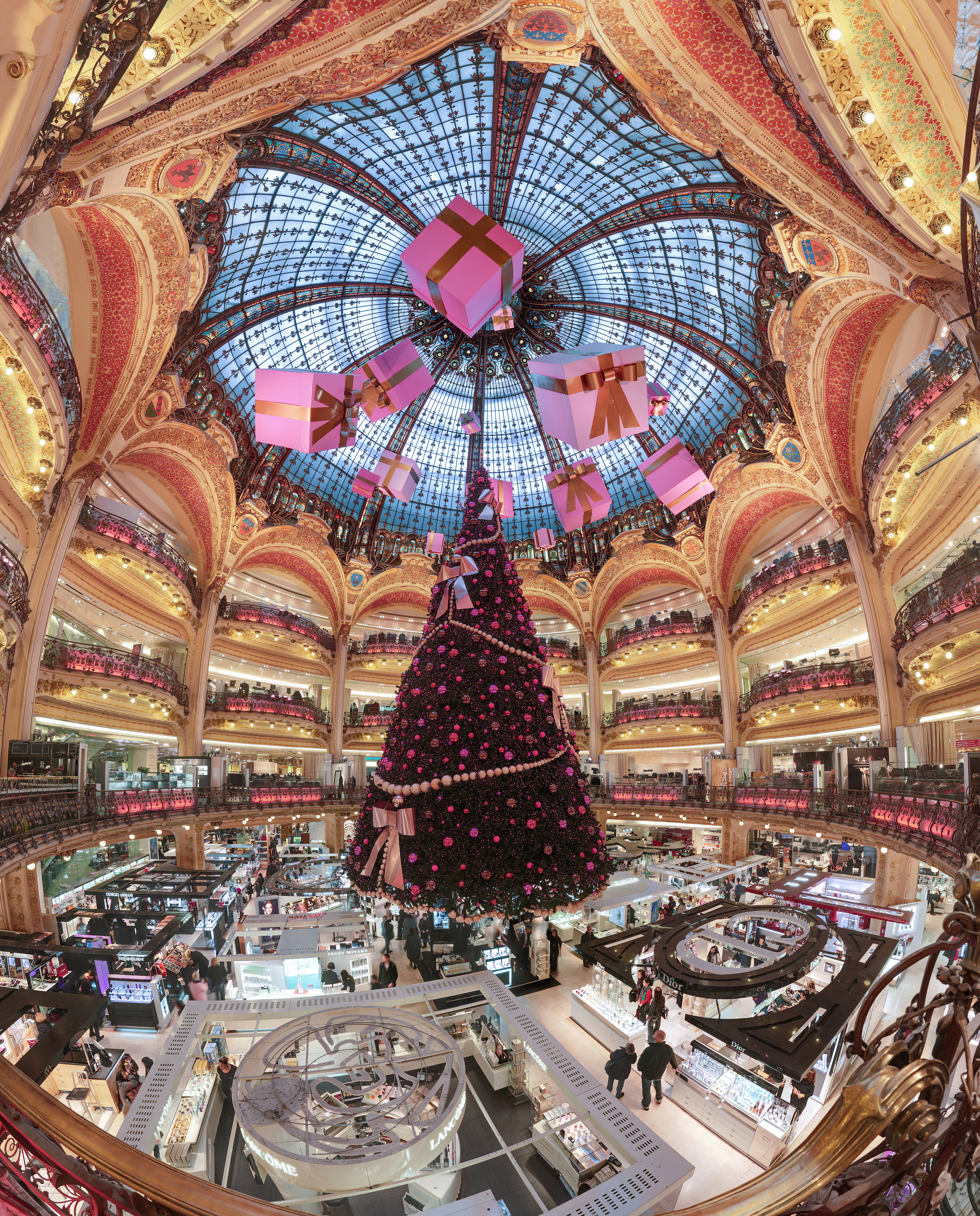
Le Galeries Lafayette situate in boulevard Haussmann

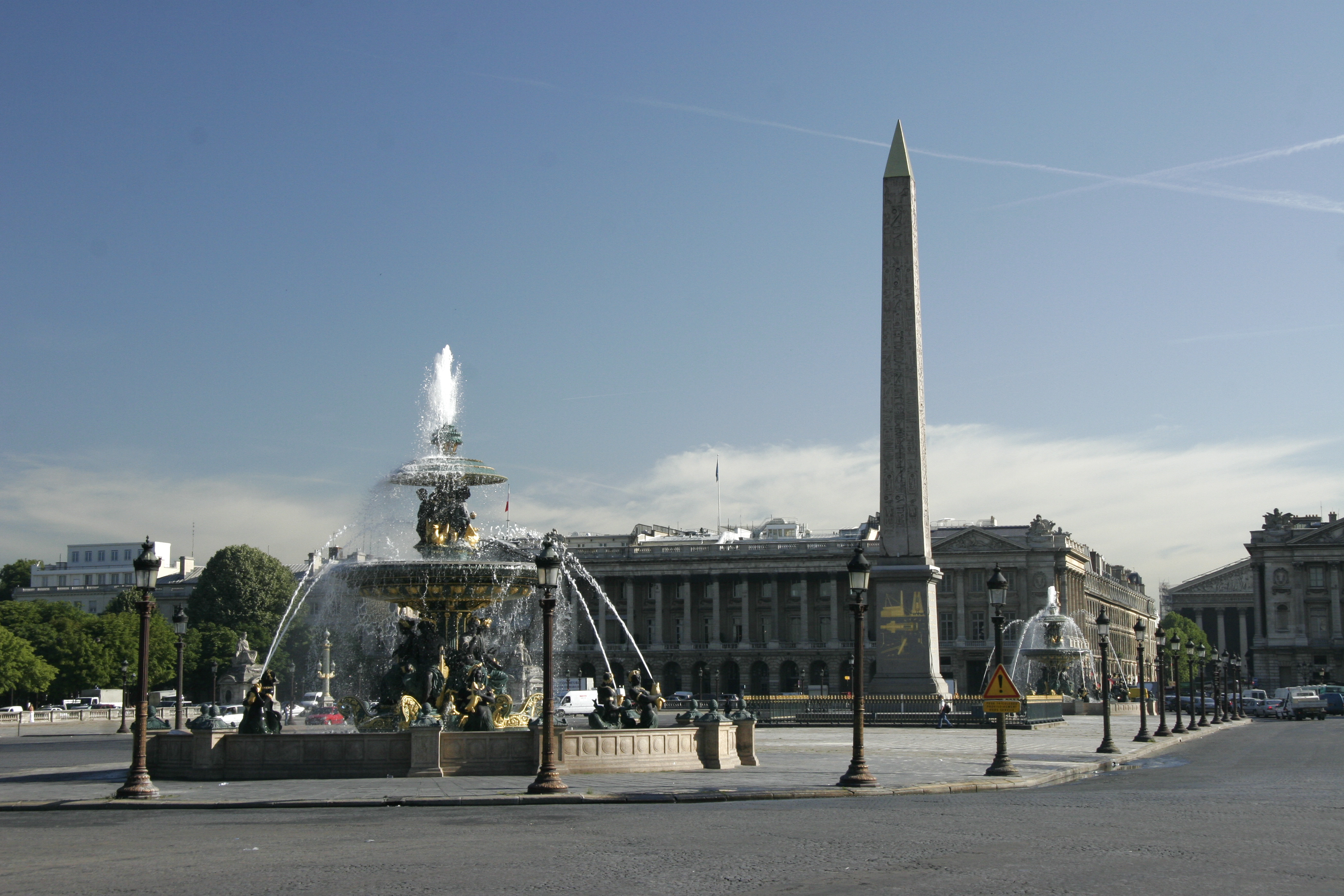
Place de la Concorde

L'area metropolitana di Parigi definita dall'INSEE con il termine di Area urbana di Parigi (Aire urbaine de Paris) si compone di 1 764 comuni (2015), per una superficie complessiva di 17177,6 km² (2010) e una popolazione di 12 532 901 abitanti (2015).
Di area metropolitana di Parigi si può parlare, sia pure anticipando l'uso del termine, solo da dopo il 1870. Nella tabella che segue, i dati fino al 1982 sono dedotti da stime ricavate da diverse fonti, mentre quelli relativi al 1990 e al 2009 sono ufficiali, forniti dall'Ufficio nazionale francese di statistica INSEE.
| Anno  | Abitanti   | Note                                                                                         |
| ----- | ---------- | -------------------------------------------------------------------------------------------- |
| 1885: | 3 000 000  |                                                                                              |
| 1905: | 4 000 000  |                                                                                              |
| 1911: | 4 500 000  |                                                                                              |
| 1921: | 4 850 000  | (stagnazione a causa delle perdite della prima guerra mondiale)                              |
| 1931: | 5 600 000  |                                                                                              |
| 1936: | 6 000 000  |                                                                                              |
| 1946: | 5 850 000  | (perdite dovute alla seconda guerra mondiale)                                                |
| 1954: | 6 550 000  |                                                                                              |
| 1968: | 8 368 500  | (fine del boom delle nascite del dopoguerra e fine del surplus dell'immigrazione per Parigi) |
| 1982: | 9 400 000  | (i flussi migratori diventano negativi, la crescita della popolazione è molto più lenta)     |
| 1990: | 10 291 851 |                                                                                              |
| 1999: | 11 174 743 |                                                                                              |
| 2009: | 12 161 542 |                                                                                              |
| 2015: | 12 532 901 |                                                                                              |

La DATAR, nel 1992, aveva definito il Bacino parigino (in francese: Bassin parisien) come un territorio ancora più ampio, comprendente 28 dipartimenti su 8 regioni (Alta Normandia, Bassa Normandia, Borgogna, Centro, Champagne-Ardenne, Île-de-France, Piccardia e dei Paesi della Loira solo la Sarthe), ovvero la ZEAT 1 Région parisienne e la ZEAT 2 Bassin parisien più il dipartimento della Sarthe.

### L'immigrazione
Per legge i censimenti francesi non fanno domande riguardanti l'origine etnica o la religione, ma raccolgono le informazioni relative al paese proprio di nascita. Da ciò è possibile rilevare che l'area metropolitana di Parigi sia una delle più multi-culturali in Europa. Secondo il censimento del 1999 il 19,4% della popolazione totale era nato al di fuori della Francia metropolitana, il 4,2% della popolazione urbana era rappresentata da immigrati recenti (persone che erano immigrate in Francia tra il 1990 e il 1999), la maggior parte dall'Asia e dall'Africa. Il 37% di tutti gli immigrati in Francia vivevano nella regione di Parigi.
La prima ondata di migrazioni internazionali a Parigi ebbe inizio già nel 1820 con l'arrivo dei contadini tedeschi in fuga dalla crisi agricola. Diverse ondate di immigrazione si susseguirono costantemente fino a oggi: gli italiani e gli ebrei dell'Europa centrale nel corso del XIX secolo, i russi dopo la rivoluzione del 1917, gli armeni in fuga in seguito al genocidio perpetrato dall'Impero ottomano, i cittadini coloniali durante la prima guerra mondiale e in seguito, nel periodo interbellico, spagnoli, italiani e portoghesi. Tra gli anni '50 e '70, arrivarono gli abitanti del Maghreb dopo l'indipendenza di tali paesi.
Si stima che la regione metropolitana di Parigi, o aire urbaine, sia la residenza per circa 1,7 milioni di musulmani, che costituiscono tra il 10% e il 15% della popolazione della zona. Tuttavia, in assenza di dati ufficiali, il margine di errore di queste stime è molto elevato, in quanto si basa sul proprio paese di nascita (chi è nato in un paese musulmano o nato da un genitore proveniente da un paese musulmano è considerato come un "musulmano potenziale"). Secondo la North American Jewish Data Bank, si stima che 310 000 ebrei vivano a Parigi e dintorni. Parigi è stata storicamente una calamita per gli immigrati, ospitando oggi una delle più grandi concentrazioni di immigrati in Europa.

#### Gli immigrati e i loro figli
Secondo l'INSEE, Istituto nazionale francese di statistica e degli studi economici, responsabile della produzione e l'analisi di statistiche ufficiali in Francia, il 20% delle persone che vivono nella città di Parigi sono immigrati e il 41,3% delle persone fino a 20 anni hanno almeno un genitore immigrato.
Tra i giovani sotto i 18 anni, il 12,1% è di origine magrebina, il 9,9% di origine africana sub-sahariana e il 4,0% proviene dall'Europa meridionale. Circa quattro milioni di persone, il 35% della popolazione della regione dell'Île-de-France, sono o immigrati (17%) o hanno almeno un genitore immigrato (18%). Secondo uno studio del 2008, il 56% circa di tutti i neonati dell'Île-de-France nel 2007 aveva almeno un genitore di origine straniera.
| Dipartimento           | Immigrati | Immigrati      | Immigrati       | Persone sotto i 20 anni con almeno un genitore immigrato | Persone sotto i 20 anni con almeno un genitore immigrato | Persone sotto i 20 anni con almeno un genitore immigrato |
| Dipartimento           | Numero    | % Dipartimento | % Île-de-France | Numero                                                   | % Dipartimento                                           | % Île-de-France                                          |
| ---------------------- | --------- | -------------- | --------------- | -------------------------------------------------------- | -------------------------------------------------------- | -------------------------------------------------------- |
| Parigi (75)            | 436 576   | 20             | 22,4            | 162 635                                                  | 41,3                                                     | 15,4                                                     |
| Seine-Saint-Denis (93) | 394 831   | 26,5           | 20,2            | 234 837                                                  | 57,1                                                     | 22,2                                                     |
| Hauts-de-Seine (92)    | 250 190   | 16,3           | 12,8            | 124 501                                                  | 34                                                       | 11,8                                                     |
| Val-de-Marne (94)      | 234 633   | 18,1           | 12              | 127 701                                                  | 40                                                       | 12,1                                                     |
| Val-d'Oise (95)        | 185 890   | 16,1           | 9,5             | 124 644                                                  | 38,5                                                     | 11,8                                                     |
| Yvelines (78)          | 161 869   | 11,6           | 8,3             | 98 755                                                   | 26,4                                                     | 9,3                                                      |
| Essonne (91)           | 150 980   | 12,6           | 7,7             | 94 003                                                   | 29,6                                                     | 8,9                                                      |
| Seine-et-Marne (77)    | 135 654   | 10,7           | 7               | 90 319                                                   | 26                                                       | 8,5                                                      |
| Île-de-France          | 1 950 623 | 16,9           | 100             | 1 057 394                                                | 37,1                                                     | 100                                                      |

(Fonte: Insee, EAR 2006)

## Amministrazione

Mappa degli arrondissement municipali di Parigi

Prima del 1967, Parigi faceva parte del dipartimento della Senna, che conteneva la città e i sobborghi circostanti.
Dal 1967, il Comune di Parigi è uno degli otto dipartimenti della regione dell'Ile-de-France. Il suo identificativo assoluto è 75, che si trova anche nelle targhe delle auto oltre che nei codici postali.
Con la riforma amministrativa furono infatti creati tre nuovi dipartimenti che formano un anello attorno a Parigi, e costituiscono la prima cintura periferica (la petite couronne): Hauts-de-Seine, Senna-Saint-Denis e Val-de-Marne. Al di là, i dipartimenti di Val-d'Oise, Yvelines e dell'Essonne costituiscono la grande couronne. L'insieme costituisce la région parisienne, cioè la metropoli di Parigi. L'ottavo dipartimento dell'Île-de-France, che da solo rappresenta circa la metà del territorio regionale, è quello orientale di Seine-et-Marne.

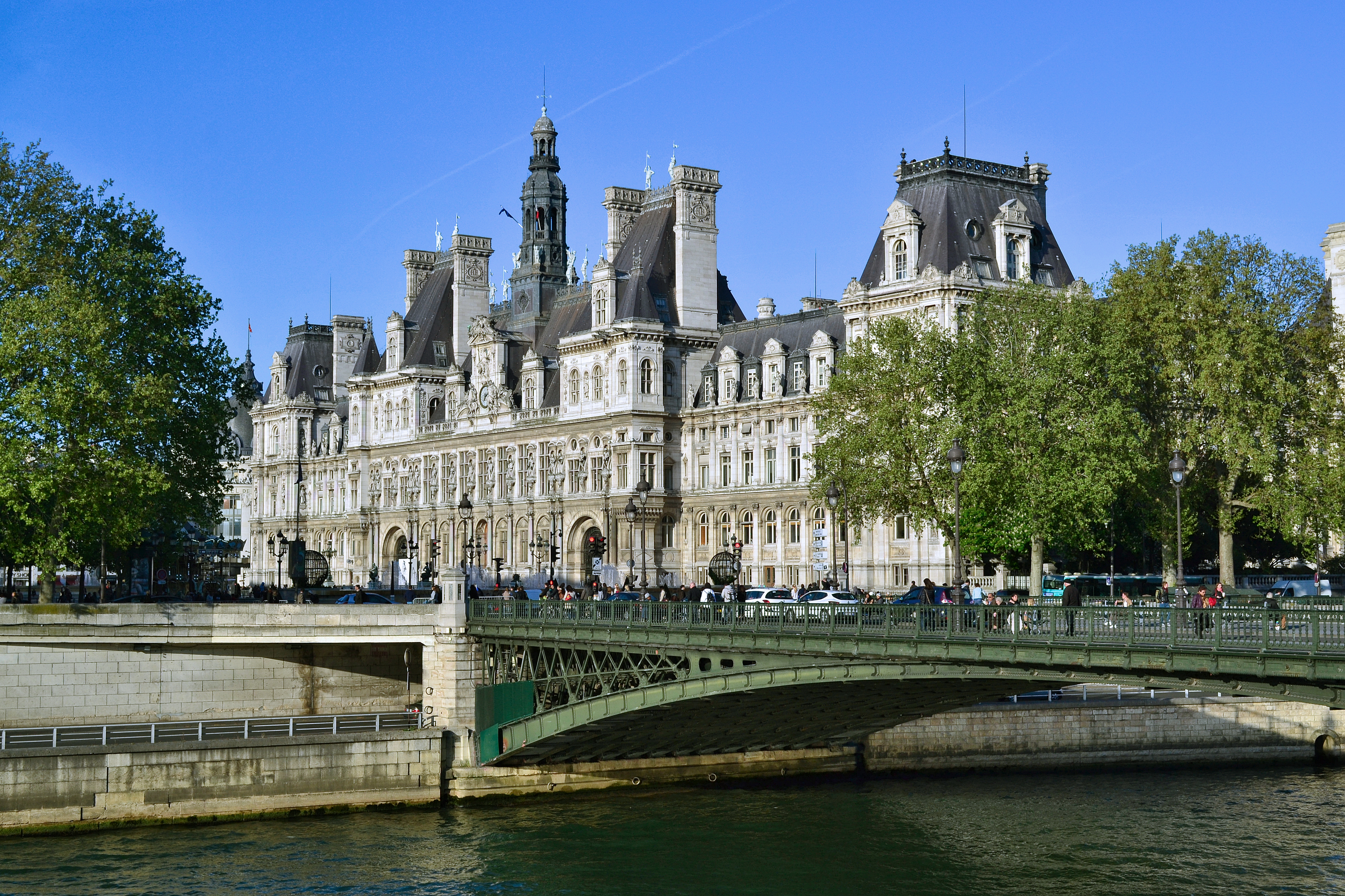
L'Hotel de Ville, sede del consiglio comunale

Mentre normalmente i dipartimenti sono divisi in cantoni, la città di Parigi è divisa in 20 arrondissement municipali (circondari municipali), numerati in ordine progressivo partendo dal centro e muovendosi a spirale verso l'esterno, ciascuno dei quali è un municipio (mairie), con il suo consiglio e il suo sindaco. Ogni arrondissement, d'altra parte, elegge anche i propri rappresentanti al Consiglio di Parigi (Conseil de Paris), che è anche il consiglio generale del dipartimento. Le elezioni comunali e di arrondissement sono contemporanee: i parigini scelgono i 517 consiglieri di arrondissement, tra i quali 163 divengono contemporaneamente consiglieri comunali. In ogni arrondissement le elezioni avvengono su due turni: la lista che ottiene la maggioranza assoluta, o relativa al secondo turno, ottiene la metà dei seggi in blocco, e una quota proporzionale dei restanti seggi. Le liste sono bloccate, e i sindaci sono eletti dai relativi consigli come pure gli assessori (adjoint).

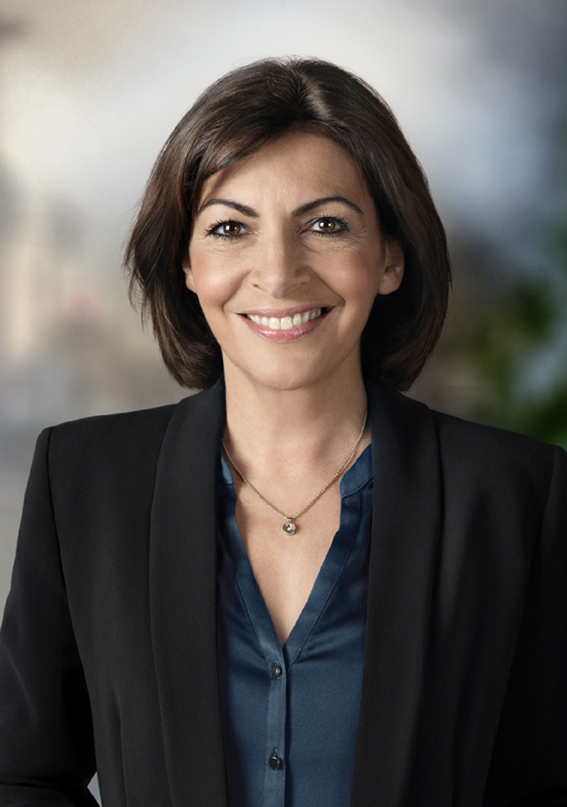
Sindaco di Parigi Anne Hidalgo

Anne Hidalgo, esponente del Partito socialista francese (PS), è il sindaco di Parigi dal 5 aprile 2014. Come eccezione alla regola usuale per le città francesi, alcuni poteri normalmente esercitati dal sindaco sono invece affidati a un rappresentante del governo nazionale, il prefetto di Polizia. Per esempio Parigi non ha una forza di polizia municipale, anche se ha alcuni controllori del traffico. Questo fatto è un'eredità della situazione vigente fino al 1977, in cui Parigi non aveva un sindaco, ma era in pratica governata dall'amministrazione prefettizia. Va ricordato che alla radice dello smembramento del Dipartimento della Senna (Département de la Seine) ci fu proprio lo straordinario potere che il prefetto della Senna si trovava a gestire, quasi pari a quello del Primo ministro.

### Sindaci di Parigi
| 1977-1995 | Jacques Chirac   | RPR |
| 1995-2001 | Jean Tiberi      | RPR |
| 2001-2014 | Bertrand Delanoë | PS  |
| 2014-     | Anne Hidalgo     | PS  |

## Cultura

### Università

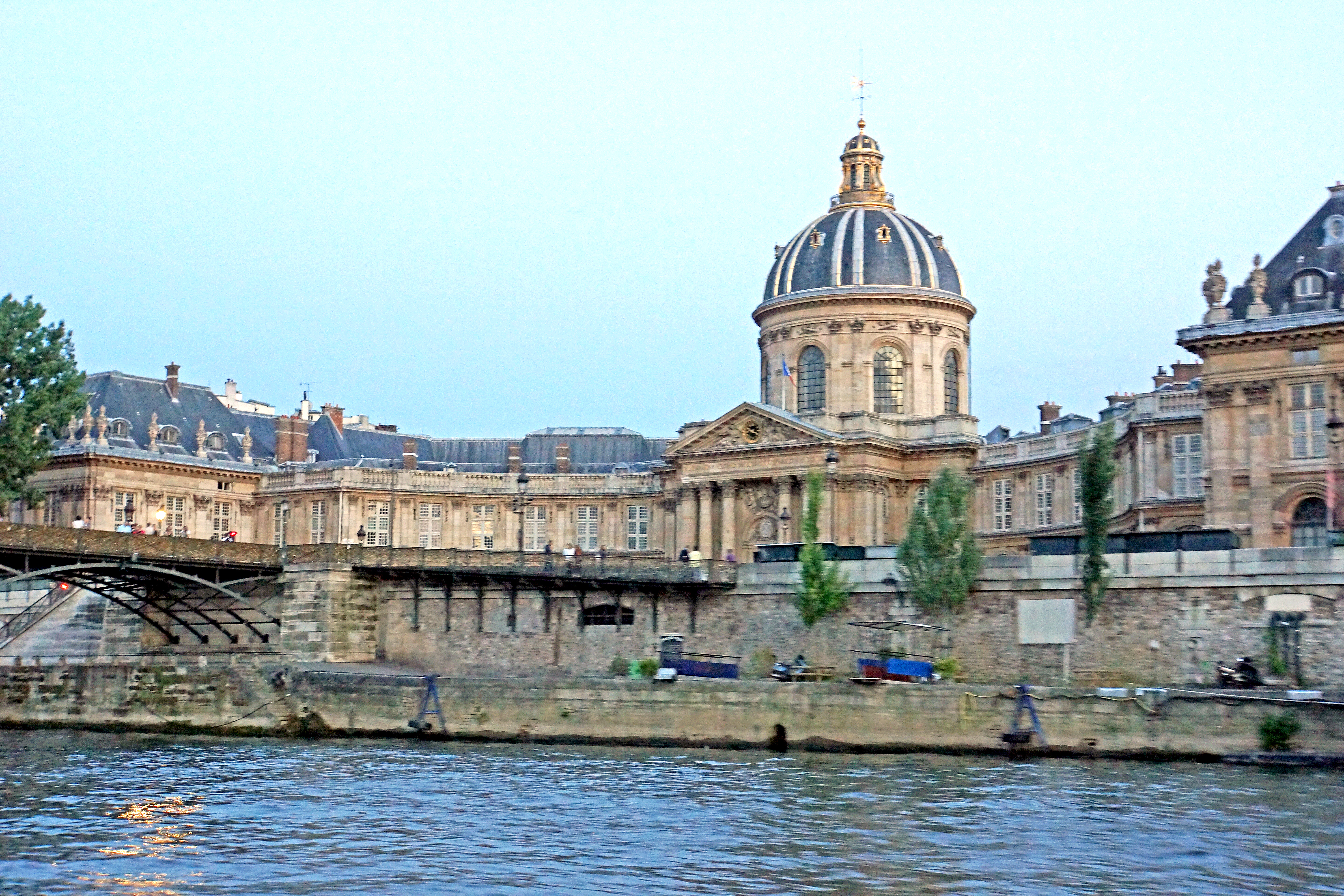
L'edificio barocco dell'Institut de France sul lungosenna

Delle tredici Università di Parigi sette hanno sede nella mairie de Paris, prevalentemente nel Quartiere Latino:
- Université Paris I - Panthéon-Sorbonne
- Université Paris II - Panthéon-Assas
- Université Paris III - Sorbonne Nouvelle
- Università Paris-Cité
- Sorbonne Université[39]

Anche molte delle grandes écoles hanno sede o campus a Parigi, fra cui:

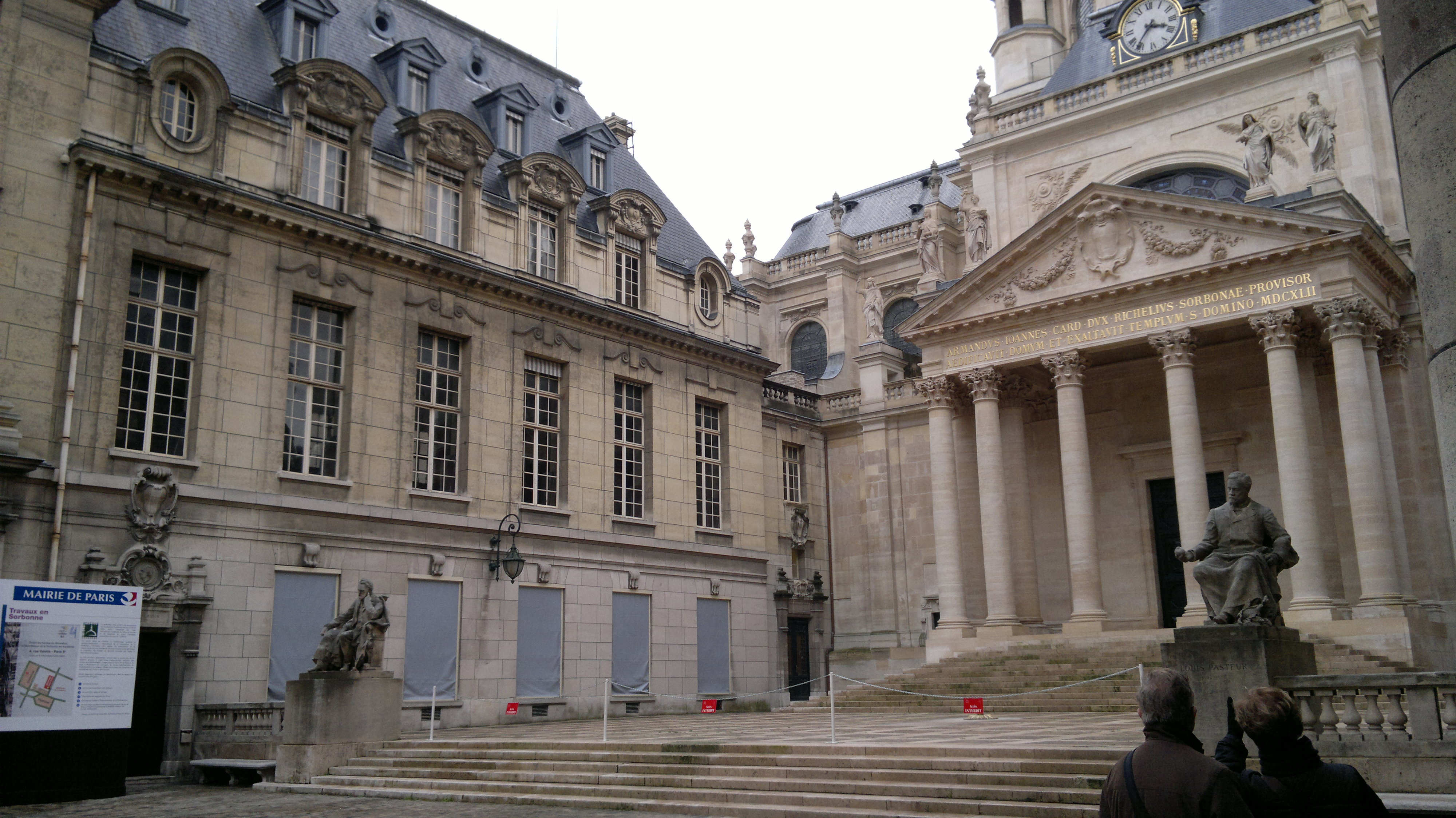
Sorbona una delle migliori università del mondo.

- L'École nationale supérieure d'architecture de Paris-Belleville (ENSAPB)
- l'École normale supérieure (ENS)
- l'École des ingénieurs de la ville de Paris (EIVP)
- l'Université de recherche Paris-Sciences-et-Lettres (PSL)
- l'École du Louvre (EdL)
- l'Institut polytechnique de Paris
- Sciences Po (IEP)[40]
- ESCP Business School
- EDHEC Business School (EDHEC)
- ESSEC Business School (ESSEC)
- HEC Paris[41]
- INSEAD

### Istituzioni di ricerca
A Parigi hanno sede l'Institut de France (che comprende anche l'Académie française, l'Académie des sciences e l'Académie des inscriptions et belles-lettres) e il Centre national de la recherche scientifique.
La capitale ospita, inoltre, molti grand établissement, fra cui il Collège de France, l'Observatoire de Paris, il Conservatoire national des arts et métiers, l'École des hautes études en sciences sociales.
Per quanto riguarda la cultura italiana, a Parigi è presente l'Istituto statale italiano Leonardo Da Vinci.

### Biblioteche e archivi
La Biblioteca Mazzarino, formata a partire dalla biblioteca personale del cardinal Mazzarino, è la più antica biblioteca pubblica francese; fu aperta al pubblico nel 1643.
Entrambe le sedi della Biblioteca nazionale di Francia si trovano a Parigi, quella centrale in rue de Richelieu e il nuovo sito François-Mitterrand nel XIII arrondissement. È una delle più importanti biblioteche del mondo con più di trenta milioni di "pezzi", di cui quattordici milioni di volumi.
L'altra grande biblioteca statale di Parigi è la Bibliothèque publique d'information del Centre Georges Pompidou.
La Città di Parigi gestisce cinquantacinque biblioteche "generaliste" e una decina di biblioteche tematiche, fra cui la Bibliothèque historique de la ville de Paris che custodisce i documenti relativi all'architettura e all'urbanistica della città (mappe di edifici, cartine e fotografie della città) e la Bibliothèque du cinéma François Truffaut.
Fra le biblioteche universitarie aperte al pubblico la principale è la Biblioteca Sainte-Geneviève.
L'Hôtel de Soubise ospita la sezione storica degli Archives nationales, ovvero quella relativa ai documenti precedenti la Rivoluzione Francese.

### Musei

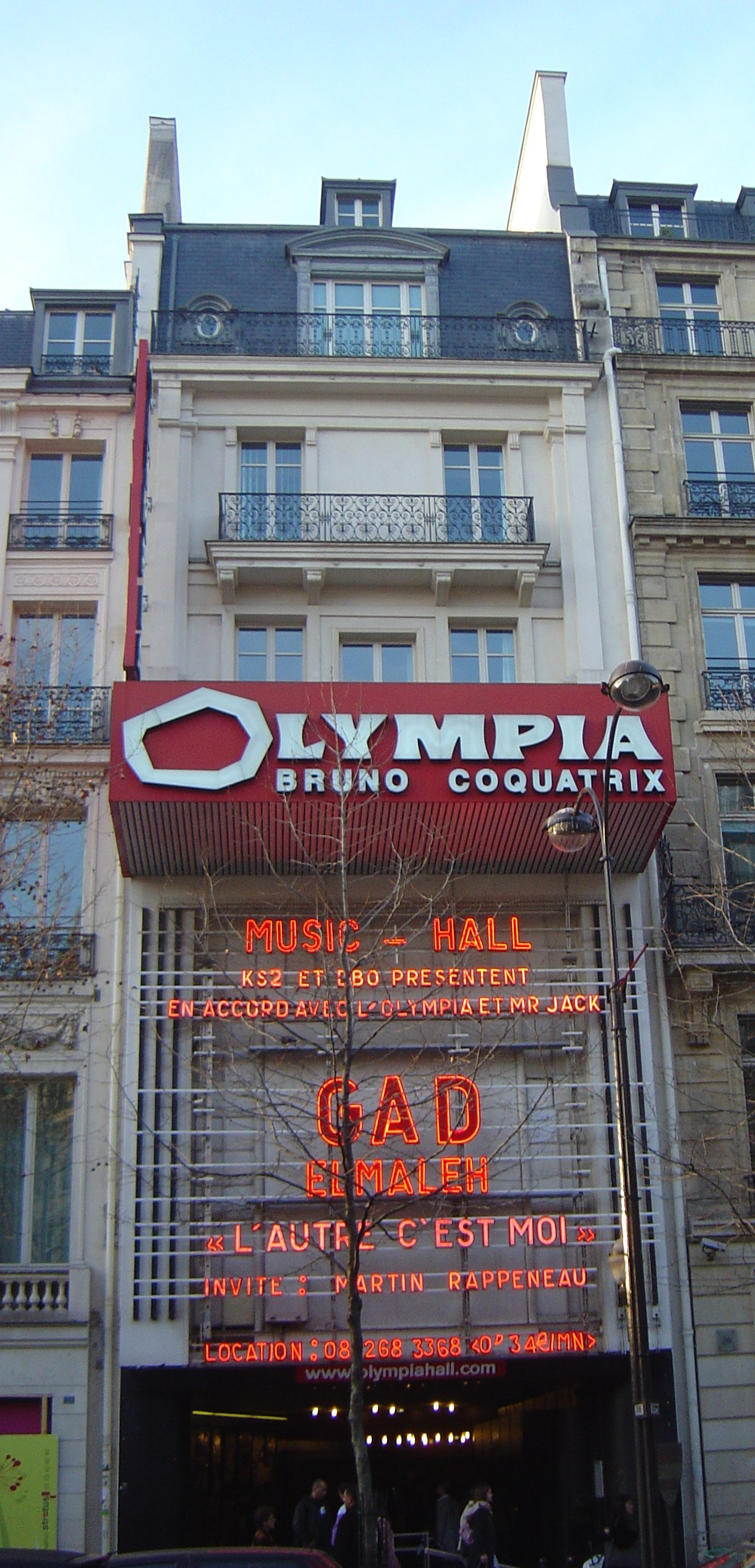
L'Olympia

Il più antico museo di Parigi, nonché il più grande, è il museo del Louvre, che con circa otto milioni di visitatori all'anno è il museo di belle arti più visitato al mondo. Altri musei di fama mondiale sono il Musée National d'Art Moderne (all'interno del Centro Georges Pompidou), dedicato all'arte contemporanea, e il museo d'Orsay, che espone le opere del secondo Ottocento (esattamente dal 1848 al 1905).
Fra gli altri musei di proprietà dello Stato francese si possono ricordare il "Museo nazionale del Medioevo" all'Hôtel de Cluny, il Musée du quai Branly (erede del Musée de l'Homme) dedicato ai popoli extraeuropei, la Cité de l'Architecture, il museo Guimet di arte estremorientale, il musée de l'Armée (nell'Hôtel des Invalides), il musée de la Marine (al Palais de Chaillot), il museo nazionale di storia naturale, il Panthéon (dove riposano i grandi francesi come Victor Hugo, Voltaire, Rousseau, Jean Moulin, Jean Jaurès o Marie Curie) o il museo Jacquemart-André.
Fra i musei civici di Parigi si possono citare il museo Carnavalet, dedicato alla storia della città, il musée d'art moderne de la Ville de Paris, il museo del Petit Palais (museo di belle arti della Città di Parigi), il museo Cernuschi (museo di arte asiatica della Città di Parigi), o ancora le catacombe. Museo civico, collegato con la Philharmonie de Paris è il Museo della musica, che si trova nel Parc de la Villette, XIX arrondissement, e che espone gli strumenti musicali dal XVII secolo a oggi.
Nel 2005 è stato aperto il Mémorial de la Shoah, il memoriale centrale dell'Olocausto in Francia, in rue Geoffroy l'Asnier, 17.
Altri musei di una certa importanza sono il Musée des arts et métiers, il Dalí Paris, il Musée Delacroix, il Museo Rodin.

### Teatri e sale da concerto
L'attività dell'Opéra national de Paris è organizzata su due sale: la storica Opéra Garnier (inaugurata nel 1875) e la moderna Opéra Bastille (inaugurata nel 1990).
Il terzo teatro lirico di Parigi, tradizionalmente dedicato all'operetta, è l'Opéra comique.
Altre sale ospitano occasionalmente opere liriche, ma hanno una vocazione più varia: si tratta del Théâtre du Châtelet e del Théâtre des Champs-Élysées, che spaziano dal repertorio classico a quello moderno.
A Parigi ci sono 208 fra teatri di prosa e café-théâtres. Le sale più prestigiose sono la Comédie-Française, il Théâtre de l'Odéon e il Théâtre de Chaillot.
La salle Pleyel è la storica sala da concerti sinfonici di Parigi, mentre la salle Gaveau è dedicata alla musica da camera. La Maison de Radio France ospita anch'essa numerosi concerti di vario genere.
Moderni auditorium sono quelli della Cité de la musique e la Philharmonie de Paris, inaugurata nel 2015.
A Parigi hanno sede varie orchestre sinfoniche, fra cui l'Orchestre de Paris, l'Orchestre national de France, l'Orchestre Philharmonique de Radio France e l'Orchestre Lamoureux.
A Parigi si trovano, infine, i più famosi music-hall europei, dal Bobino all'Olympia, dove hanno trovato la consacrazione internazionale anche tanti cantanti e gruppi italiani.

### Colonne Morris, edicole, tetti di Parigi
La sindaca Anne Hidalgo (e la sua giunta) nel 2019 ha fatto rimuovere le antiche edicole e le storiche colonne Morris in stile haussmanniano, che facevano parte del patrimonio urbano dal 1868, celebrate perfino da Marcel Proust nella sua Recherche.
Non sostiene il progetto per iscrivere i tetti di Parigi al Patrimonio mondiale, perché sostiene di non volere "mettere la capitale sotto formalina".

### Cinema

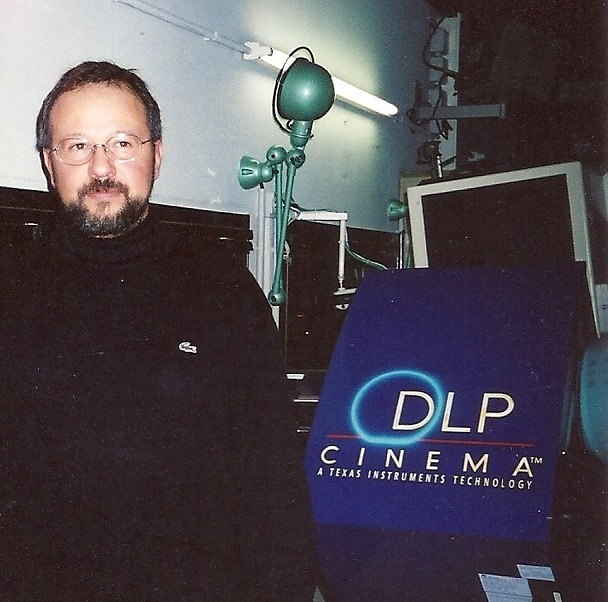
Parigi: prima proiezione pubblica di cinema digitale in Europa (2000)

La prima proiezione cinematografica pubblica è stata realizzata a Parigi, il 28 dicembre 1895, da Antoine Lumière. Fu inoltre a Parigi che Georges Méliès (1861-1938) inventa "l'arte del cinema" e lo spettacolo cinematografico: prima di lui, infatti, i film erano unicamente dei documentari o delle dimostrazioni tecniche. Georges Méliès è conosciuto per gli sviluppi che apportò alle tecniche del cinema, essenzialmente per lo scenario e i trucchi di scena. Fu il primo realizzatore e il creatore del primo Studio di cinema. Qui hanno registrato il film Quasi amici - Intouchables. La prima proiezione pubblica di cinema digitale in Europa è stata realizzata a Parigi, il 2 febbraio 2000, da Philippe Binant.

## Cimiteri
La città di Parigi conta ben venti cimiteri, dei quali quattordici sono situati nella cerchia dei confini della città (intra moenia) e sei sono localizzati in comuni limitrofi (extra moenia). In compenso il territorio della città di Parigi ospita tre cimiteri appartenenti ad altri comuni e precisamente: il cimitero di Gentilly, sito nel XIII arrondissement e appartenente all'omonimo comune; il cimitero di Montrouge, sito nel XIV arrondissement e appartenente all'omonimo comune e il cimitero di Valmy, sito nel XII arrondissement e appartenente al comune di Charenton-le-Pont.
Il più famoso cimitero di Parigi, dove sono sepolti molti personaggi famosi, è il cimitero di Père-Lachaise.

## Infrastrutture e trasporti

### Aeroporti

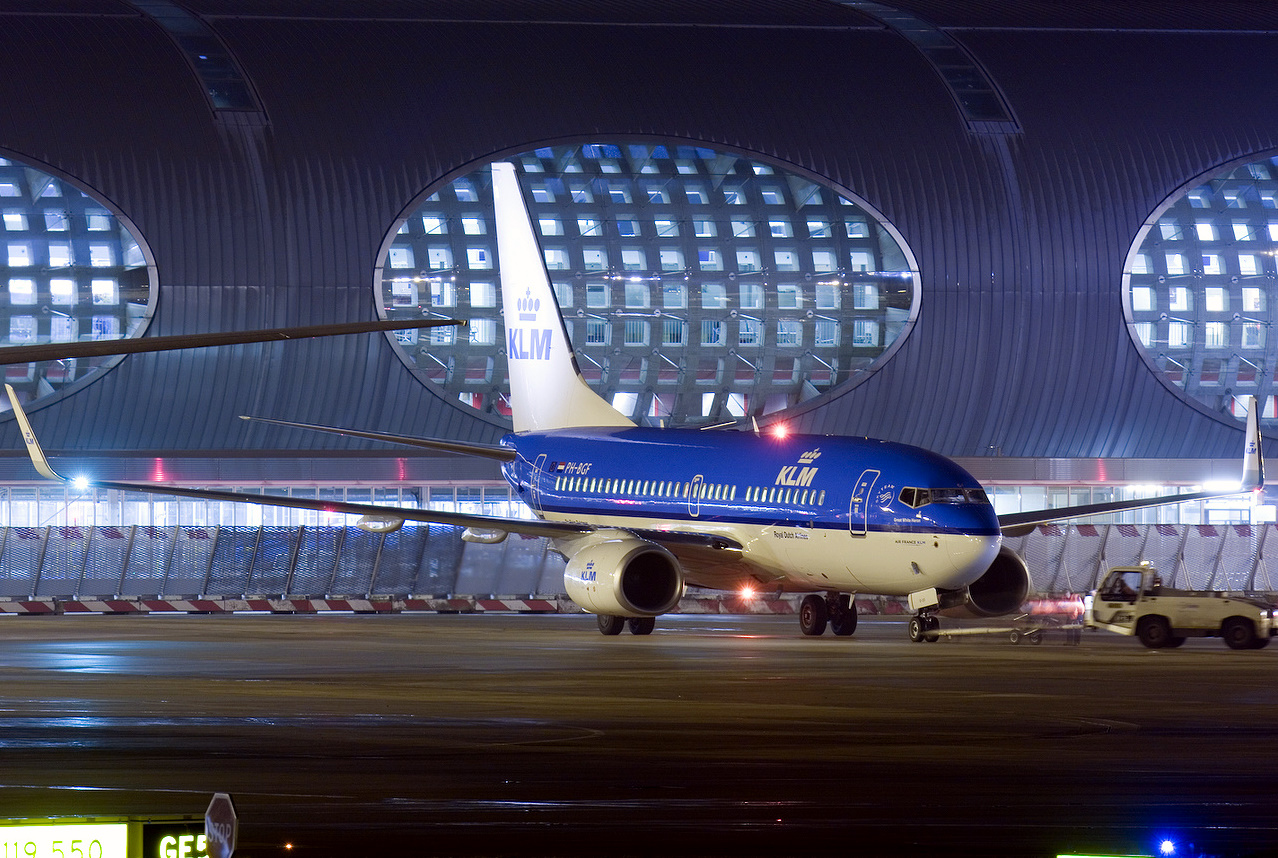
Un Boeing 737 della KLM davanti al Terminal 2F dell'aeroporto Charles de Gaulle

Gli aeroporti di Parigi sono contraddistinti dal codice aeroportuale IATA PAR.
Parigi è servita da tre aeroporti principali: l'Aeroporto Charles de Gaulle, nella vicina Roissy-en-France (dipartimento 95) a nord-est della città (a 30 km dal "punto zero", circa 30 minuti in auto) e l'aeroporto di Orly (dipartimento 94), che si trova a sud della città (a 20 km dal "punto zero", circa 20 minuti in auto).
Un terzo aeroporto, più piccolo, è l'aeroporto di Beauvais-Tillé (dipartimento 60), a nord di Parigi, a 90 km dal "punto zero", circa 1 ora e 20 minuti in auto, e viene utilizzato per i voli charter e dalle compagnie low-cost.
Un quarto aeroporto, principalmente cargo, è l'aeroporto di Vatry (dipartimento 51), a est di Parigi, a 210 km dal "punto zero", circa 2 ore e 25 minuti in auto.
L'aeroporto di Le Bourget (dipartimento 93) attualmente ospita solo jet privati, il Salone internazionale dell'aeronautica e dello spazio di Parigi-Le Bourget e il Musée de l'air et de l'espace; esso si trova a nord di Parigi, a 20 km dal "punto zero", circa venti minuti in auto.

### Ferrovie

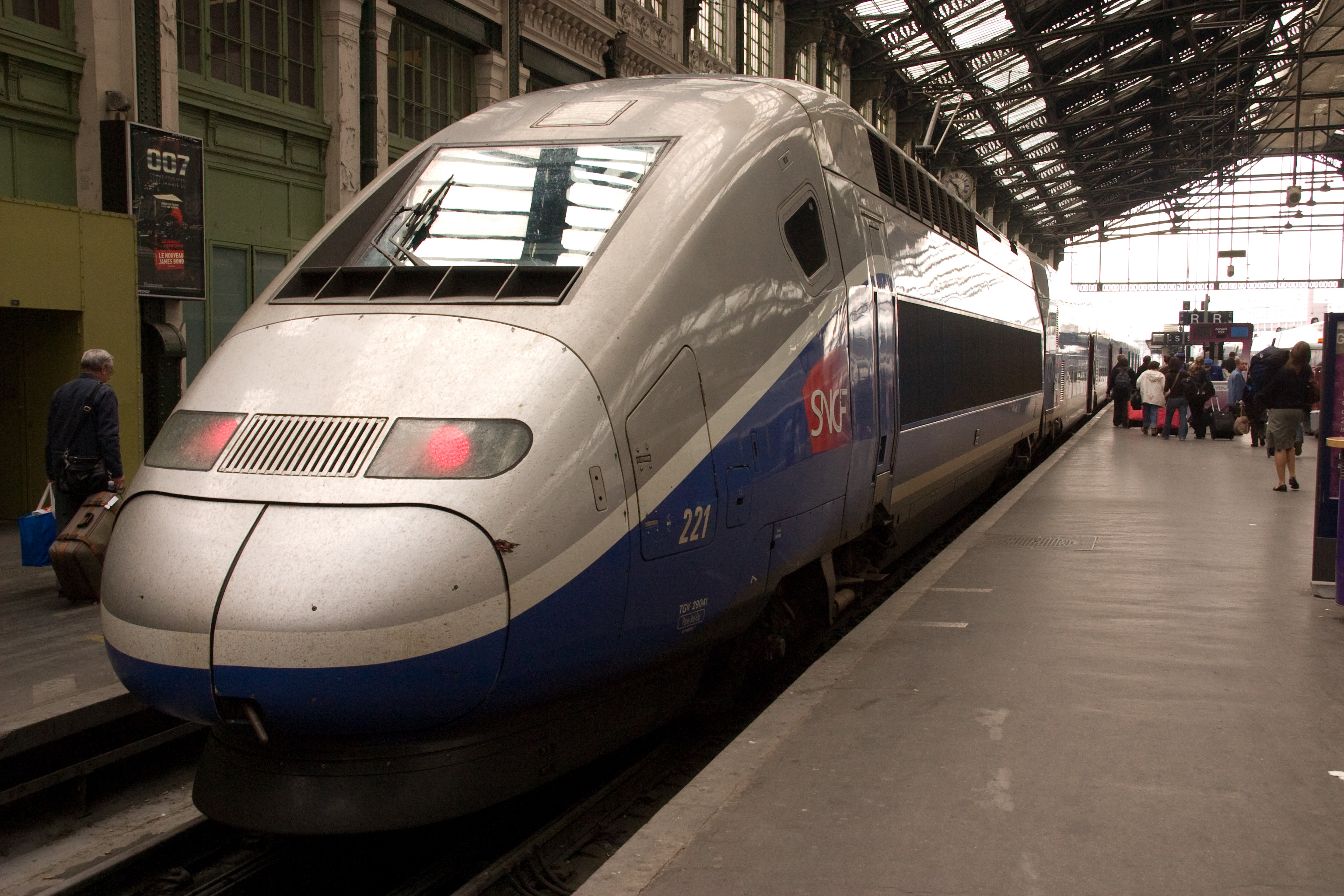
Un treno alla Stazione di Parigi Lione

La capitale francese è il maggior nodo ferroviario nazionale, nel quale si accentra anche la quasi totalità delle linee ad alta velocità. È anche un nodo primario in Europa, e la rete ferroviaria s'irradia da sette stazioni di testa: Parigi Austerlitz, Parigi Bercy, Parigi Est, Parigi Lione, Parigi Montparnasse, Parigi Nord e Parigi Saint-Lazare. La ex stazione terminale di Parigi Orsay, chiusa negli anni cinquanta, è oggi un museo.

### Trasporti urbani

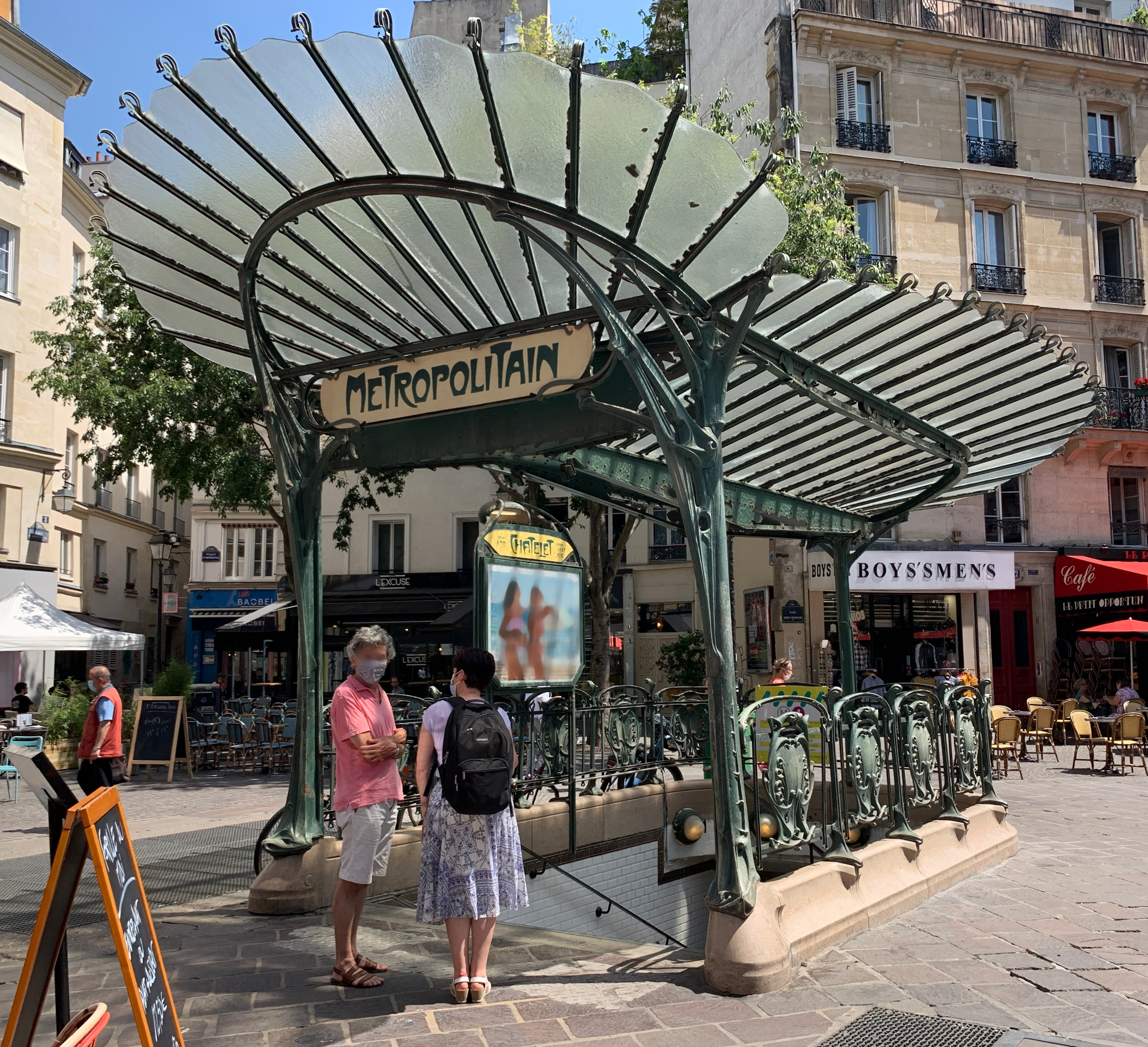
Ingresso a una stazione della metropolitana di Parigi.

Parigi è densamente coperta da un sistema di metropolitane, il Métro (14 linee), così come da un grande numero di linee di autobus. Queste si interconnettono con una rete regionale ad alta velocità, la RER (Réseau Express Régional), e con la rete ferroviaria: treni pendolari, linee nazionali e TGV (o simili come Thalys ed Eurostar). Esistono parecchie tramvie tangenziali nei sobborghi: la linea T1 va da Saint-Denis a Noisy-le-Sec, la linea T2 va da La Défense a Issy. Una terza linea a sud della città, T3, è stata completata alla fine del 2006, la T4 in periferia nel 2008 e quattro altre linee saranno messe in servizio entro il 2015.
L'intera rete metropolitana è gestita, come tutti i trasporti urbani parigini, dalla compagnia RATP.
È allo studio un progetto di automazione della metro, che verrebbe guidata "a distanza" senza un conducente. La misura comporterebbe un calo occupazionale e nel contempo l'incremento del 30% della frequenza delle corse. La linea 14 è interamente automatizzata, la linea 1 lo è diventata nel dicembre 2012.

### Strade
La città è il nodo principale della rete autostradale francese, ed è circondata da una tangenziale interna, il Boulevard Périphérique o il "périph" (35 km) e da due esterne (la A86, ovvero "Périphérique de l'Île de France", e la N 104 "Francilienne"). Gli svincoli del "Boulevard Périphérique" sono chiamati "Portes", in quanto corrispondono alle antiche porte della città, essendo il viadotto costruito sulla traccia delle ultime mura di Parigi. Le due tangenziali esterne sono ancora in via di completamento, in particolare per la A86 risulta ancora non completo il tratto a sud-ovest tra la A13 e la N12. La "Francilienne", invece, delimita grosso modo la regione dell’Île-de-France e risulta ancora ben lontana dall'essere completata.

## Turismo

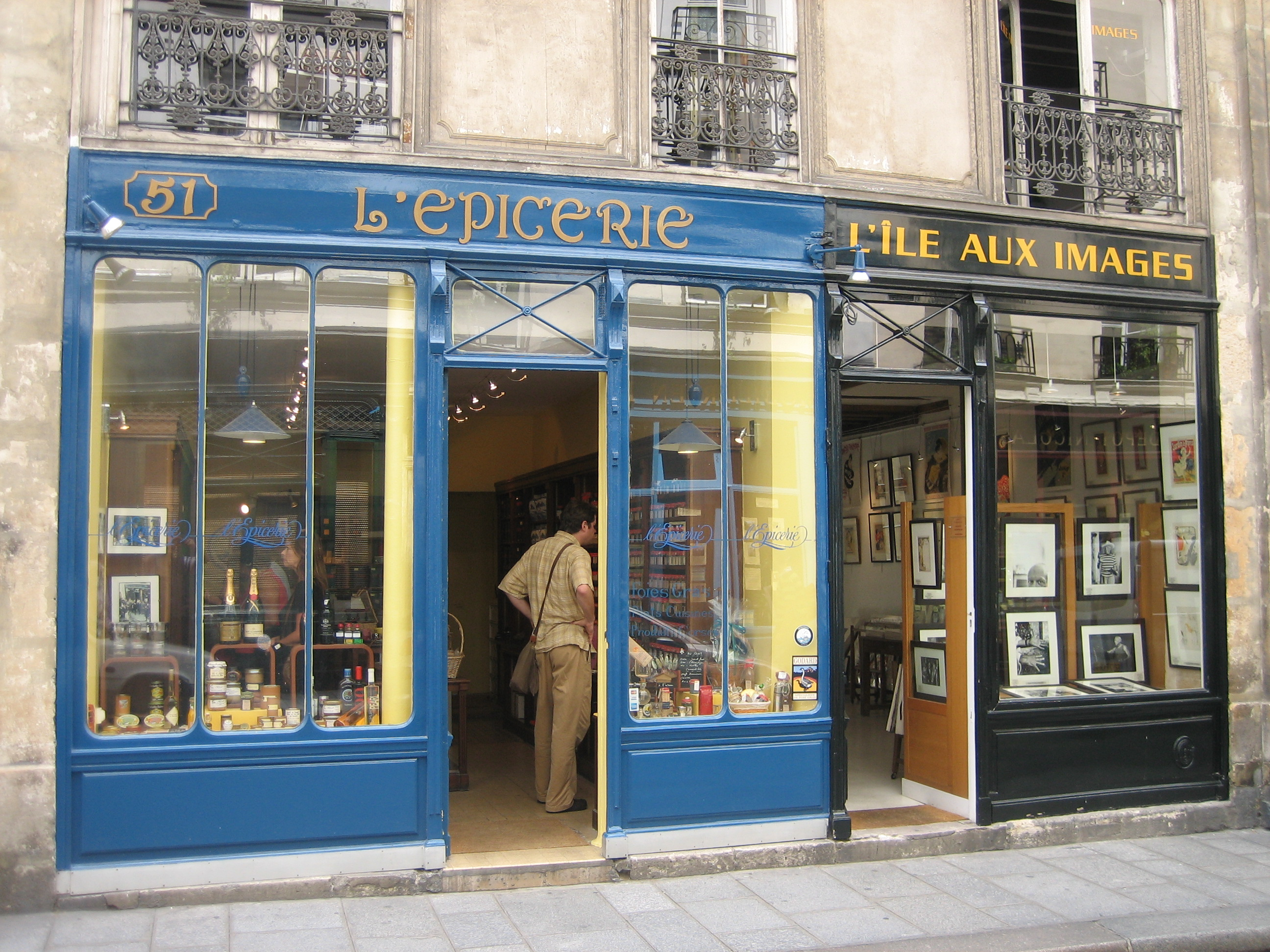
Caratteristici negozi di Parigi

A partire dal 1848, Parigi ha cominciato a essere una destinazione molto popolare della rete ferroviaria, essendone al centro. Le principali attrazioni cittadine dell'epoca erano le Esposizioni Universali che sono state l'origine di molti monumenti parigini come la Torre Eiffel. Ciò, oltre agli abbellimenti compiuti durante il Secondo Impero Francese, ha contribuito molto a rendere la città una meta molto attraente.
Parigi riceve la visita di circa 38 milioni di turisti all'anno.
I suoi musei e monumenti sono tra le attrazioni più stimate. Il museo più famoso della città, il Louvre, che ospita numerose opere d'arte tra le quali la Gioconda e la Venere di Milo, accoglie più di otto milioni di visitatori all'anno ed è di gran lunga il museo d'arte più visitato al mondo. Opere di Pablo Picasso e Auguste Rodin si trovano nel Museo Picasso e nel Musée Rodin, mentre la comunità artistica di Montparnasse espone al Musée du Montparnasse. Il Centre Georges Pompidou ospita il Musée National d'Art Moderne. Arte e manufatti dal Medioevo sono esposti al Musée de Cluny, mentre il Musée d'Orsay è famoso per l'importante collezione di quadri impressionisti qui contenuta.
Le chiese della città sono un'altra attrazione molto famosa: Notre Dame (la cattedrale della città e chiesa primaziale di Francia) e la Basilica del Sacro Cuore ricevono rispettivamente dodici e otto milioni di visitatori. La Torre Eiffel, il monumento più rappresentativo della capitale francese, vede in media più di sei milioni di visitatori all'anno e più di 200 milioni fin dalla sua costruzione. Disneyland Paris è un'altra grande attrazione turistica, non solo per i francesi, ma anche gli altri europei, con 14,5 milioni di visitatori registrati nel 2007.
Molti locali pubblici della città sono mutati nel corso degli anni per venire incontro principalmente alle aspettative dei turisti, piuttosto che degli abitanti. Le Lido e il Moulin Rouge, per esempio, mettono in scena spettacoli teatrali e di cabaret. Gran parte degli hotel parigini, dei locali notturni e dei ristoranti, in generale, sono diventati fortemente dipendenti dal turismo.

### Vita notturna
- Le Lido - cabaret sugli Champs-Élysées noto per i suoi spettacoli esotici (fra cui quello delle Bluebell Girls) fu frequentato da Elvis Presley.
- Moulin Rouge, Le Crazy Horse, Paris Olympia, Folies Bergère, Bobino - famosi nightclub.
- Le Buddha Bar, Barfly, El Barrio Latino, Hotel Costes, Georges – ristoranti e bar alla moda.

Nell'XI arrondissement, in prossimità di place de la Bastille, vi è uno dei centri della vita notturna di Parigi: rue de Lappe, una via stretta a traffico limitato in cui si trovano molti locali di ogni genere, ognuno con caratteristiche differenti e molto frequentati da giovani studenti. Anche nella stessa rue Oberkampf si trova una moltitudine di piccoli locali, alcuni aperti anche sino all'alba.

## Economia
Con un PIL registrato nel 2010 di 572,4 miliardi di euro, la regione di Parigi possiede uno dei più alti PIL del mondo, il che la rende un motore dell'economia globale. Mentre la popolazione parigina rappresenta il 18,8% della popolazione metropolitana francese, il PIL cittadino copre da solo il 30,2% del PIL delle aree urbanizzate della nazione. L'attività economica di Parigi non è specializzata in un settore particolare (come per esempio Los Angeles con le industrie di intrattenimento o Londra e New York con il comparto finanziario). Di recente l'economia cittadina si è spostata su attività di alto valore aggiunto, come servizi finanziari, informatica e produzione di alta tecnologia: elettronica, ottica, aerospaziale.
Il quartiere de La Défense costituisce il centro economico della capitale, situato a ovest della città, in un triangolo tra l'Opéra Garnier e la Val de Seine. Mentre l'economia parigina è in gran parte dominata dai servizi, la città rimane molto forte anche a livello produttivo, in particolare nei settori industriali di tipo automobilistico, aeronautico ed elettronico. Negli ultimi decenni, l'economia locale si è spostata verso l'attività ad alto valore aggiunto, in particolare con i servizi alle imprese. Parigi è la prima in Europa in termini di capacità di ricerca e sviluppo ed è considerata una delle migliori città del mondo per quanto concerne l'innovazione. La Regione di Parigi ospita la sede di 33 aziende appartenenti alla Fortune Global 500.
Il censimento del 1999 ha indicato che delle 5 089 170 persone occupate nell'area urbana di Parigi, il 16,5% lavora nei servizi alle imprese, il 13,0% nel commercio (commercio al dettaglio e all'ingrosso), il 12,3% nel settore manifatturiero, il 10,0% nelle amministrazioni pubbliche e difesa, l'8,7% nei servizi sanitari, l'8,2% nei trasporti e comunicazioni, il 6,6% in materia di istruzione e il restante 24,7% in molti altri settori economici. Nel settore manifatturiero, i più grandi datori di lavoro sono stati l'industria elettronica ed elettrica (17,9% della forza lavoro totale dell'industria manifatturiera) e l'industria editoriale e della stampa (14,0% della forza lavoro di produzione totale), mentre il restante 68,1% della forza lavoro produttiva è distribuita tra molti altri settori. I servizi affini al turismo danno lavoro al 6,2% della forza lavoro parigina e del 3,6% di tutti i lavoratori all'interno della regione di Parigi. La disoccupazione nei "ghetti di immigrati" della città va dal 20 al 40%, secondo fonti diverse.

## Sport
Parigi ha ospitato le Paralimpiadi del 2024 e le Olimpiadi nel 1900, nel 1924, e nel 2024. Le società sportive parigine più note sono il club calcistico Paris Saint-Germain Football Club, che ha vinto in tredici occasioni la Ligue 1, lo Stade français Paris rugby, una squadra di rugby a 15 che si è laureata campione di Francia per quattordici volte e il Racing 92 altro club rugbistico vincitore di sei campionati francesi. Calcisticamente, fra le compagini parigine minori, ha molto seguito e calca ogni tanto la massima serie, il club calcistico Red Star Football Club.
Per quanto riguarda il baseball, a rappresentare la capitale nella massima serie è il Paris Université Club (società polisportiva, attiva anche nella pallacanestro e nella pallamano) il quale si è aggiudicato 21 titoli nazionali.
La principale società cestistica parigina era il Paris-Levallois Basket, sorto nel 2007 dalla fusione tra il Paris Basket Racing e il Levallois Sporting Club Basket.
A Parigi sono o sono state presenti diverse squadre di football americano; attualmente la città è rappresentata dai Mousquetaires de Paris (nati per fusioni successive tra i Paris Jets, gli Sphinx du Plessis-Robinson e i Castors de Paris), che possono vantare un totale di 7 Caschi di Diamante (1 come Jets, 4 come Castors e 2 come Mousquetaires) e una coppa di Francia (come Castors). In passato sono esistiti anche i Challengers de Paris, che hanno vinto un Casco d'Argento e una Coppa di Francia.

### Le società sportive

#### Società presenti
- Mousquetaires de Paris – football americano (maschile)
- Paris 92 – pallamano (femminile)
- Paris Football Club – calcio (maschile)
- Paris Football Club (femminile) – calcio (femminile)
- Paris Saint-Germain Football Club – calcio (maschile)
- Paris Saint-Germain Football Club (femminile) calcio (femminile)
- Red Star Football Club - calcio (maschile)
- Paris Saint-Germain Handball – pallamano (maschile)
- Paris Volley – pallavolo (maschile)
- Racing Club de France Football – calcio (maschile)
- Stade Français football – calcio (maschile)
- Stade français Paris rugby – rugby a 15 (maschile)
- Racing 92 – rugby a 15 (maschile)
- Yacht Club de France - vela
- Paris Basketball - Pallacanestro (maschile)

#### Società polisportive presenti
- Paris Jean-Bouin – società polisportiva
- Paris Saint-Germain – società polisportiva
- Paris Université Club – società polisportiva
- Racing Club de France – società polisportiva
- Stade français – società polisportiva
- Union sportive métropolitaine des transports – società polisportiva

#### Società scomparse
- Cercle Athlétique de Paris Charenton – calcio, trasferitosi a Charenton-le-Pont
- Challengers de Paris – football americano, scomparsa
- Club athlétique des Sports généraux – calcio, per fusione con l'Union Athlétique del XVI arrondissement
- Club Français – calcio, per fusione con il Football Club athlétique dionysien
- Gallia Club – calcio, per fusione con lo Stade d'Ivry
- Olympique (rugby) – rugby a 15, per fusione con il Racing Club de France
- Olympique de Paris – calcio, per fusione con il Red Star Football Club
- Paris Basket Racing – basket, per fusione nel Paris Levallois
- Paris Levallois – basket, si è trasferita a Levallois-Perret
- Racing Club de France Football – calcio, si è trasferita a Colombes
- Red Star Football Club – calcio, si è trasferita a Saint-Ouen-sur-Seine
- Standard Athletic Club – calcio, si è trasferita a Meudon
- e altre società scomparse, fuse con altre squadre o trasferite fuori Parigi.

#### Calcio
Il calcio è il principale sport cittadino. La squadra principale è il Paris Saint-Germain Football Club, militante in Ligue 1, di proprietà dell'investitore arabo Nasser Al-Khelaïfi, tra le squadre francesi più titolate avendo vinto sette campionati francesi di prima divisione e venti coppe nazionali, prevalentemente dopo il 2012.

L'altra squadra cittadina di calcio professionistico è Paris Football Club, militante in Ligue 2, che ha avuto un passato in comune con il PSG.

Il Red Star Football Club e il Racing Club de France Football, benché fondati a Parigi, sono i club rispettivamente delle città di Saint-Ouen-sur-Seine e di Colombes.

### Gli impianti sportivi
I principali impianti sportivi di Parigi (intra-muros) sono il parco dei Principi, lo stade Roland Garros, il Palazzo dello Sport di Bercy, lo stadio Charléty, lo stadio Jean Bouin, lo stadio Pierre-de-Coubertin, il velodromo di Vincennes, il trinquet Chiquito de Cambo, l'ippodromo di Vincennes, l'ippodromo di Longchamp, l'ippodromo di Auteuil, lo stadio Déjerine, lo stadio Élisabeth, il centro sportivo Max-Rousié, lo stadio Pershing, la Halle Georges-Carpentier, Paris La Défense Arena oltre a diverse piscine e al circuito cittadino di Parigi.

Il polivalente Stade de France è sito a Saint-Denis, fuori Parigi.

## Nomi di Parigi e dei suoi abitanti
Parigi è una città di genere maschile, come testimoniato dalle espressioni "le Grand Paris" o "le Vieux Paris". Ciò nonostante in ambito poetico viene spesso usata la forma femminile («Paris est une blonde, Paris reine du monde», Mistinguett).
In lingua francese la pronuncia del nome della città, Paris, nella convenzione dell'alfabeto fonetico internazionale è [paˈʀi].
Il nome latino classico della città era Lūtētia ([luːˈteːtɪa]), che la lingua francese adatta in Lutèce ([lyˈtɛs]). Il nome fu poi cambiato in Paris, derivato dal nome della tribù gallica dei Parisi.
Parigi è nota come "Paname" ([panˈam]) nel francese informale, per via della diffusione del cappello di Panamá tra i parigini agli inizi del secolo XX.
Gli abitanti di Parigi sono detti Parisiens ([paʀiˈzjɛ̃]) in francese e Parigots ([paʀiˈɡo]) nel francese informale.

## Relazioni internazionali

### Gemellaggi
(Gemellaggio tra le città di Roma e Parigi)
Dal 1956 Parigi è gemellata in modo esclusivo e reciproco con:

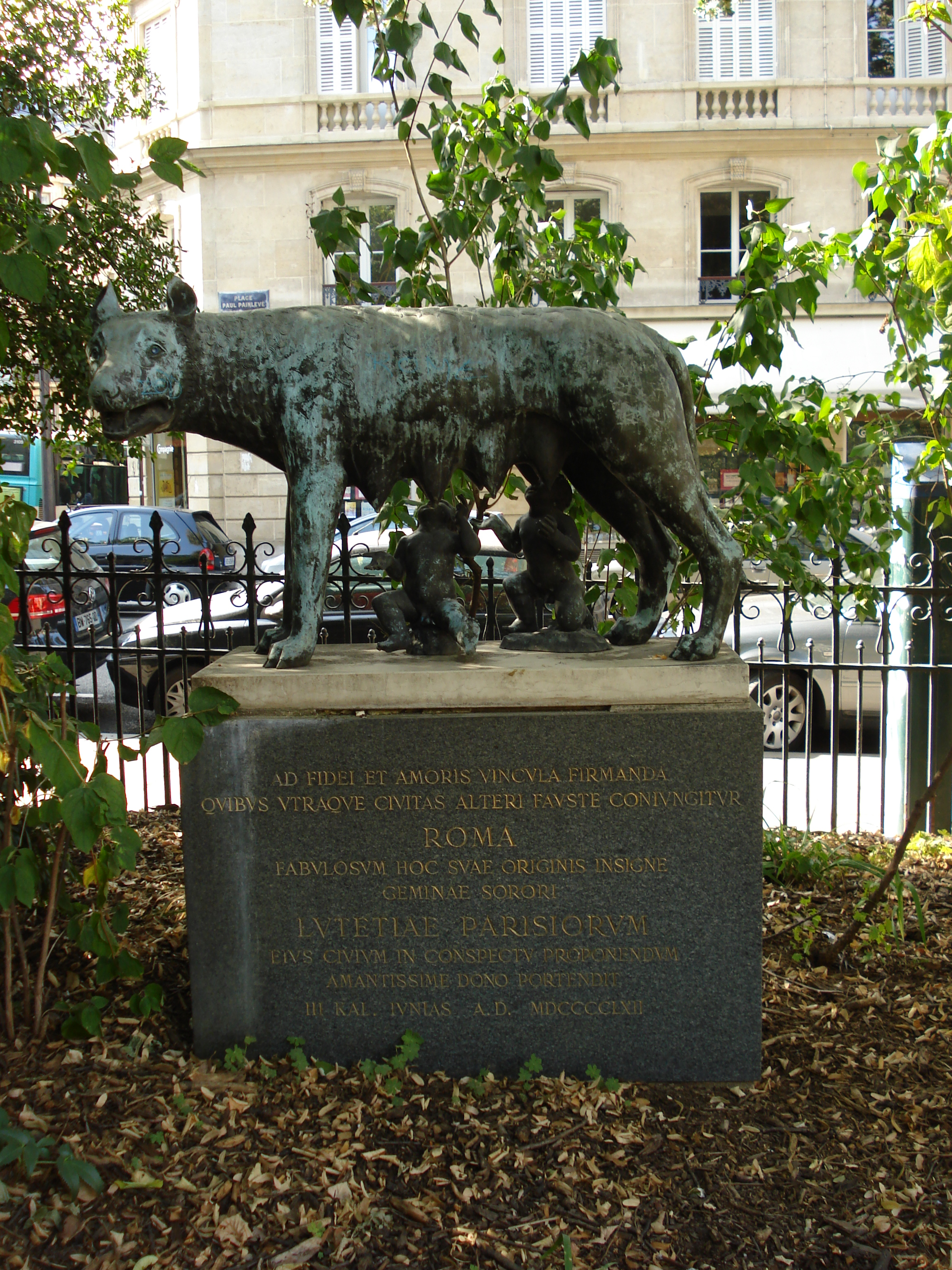
La Lupa capitolina ai giardini di Square Samuel Paty, adiacente all'Hôtel de Cluny e alle Terme romane di Cluny, dedicata al gemellaggio con Roma

- Roma.

### Partenariati
- Algeri, dal 2003
- Riyad, dal 1997
- Buenos Aires, dal 1999
- Erevan, dal 1998
- Sydney, dal 1998
- Porto Alegre, dal 2001
- San Paolo, dal 2004
- Rio de Janeiro, dal 2011
- Sofia, dal 1998
- Montréal, dal 2006
- Québec, dal 2003
- Santiago del Cile, dal 1997
- Pechino, dal 1997
- Seul, dal 1991
- Copenaghen, dal 2005
- Il Cairo, dal 1985
- Tbilisi, dal 1997
- Berlino, dal 1987
- Kyōto, dal 1958
- Tokyo, dal 1985
- Amman, dal 1988
- Atene, dal 2000
- Giacarta, dal 1995
- Beirut, dal 1992
- Casablanca, dal 2004
- Rabat, dal 2004
- Città del Messico, dal 1999
- Ramallah, dal 2011
- Varsavia, dal 1999
- Lisbona, dal 1998
- Londra, dal 2001
- Praga, dal 1997
- Doha, dal 2010
- Mosca, dal 1992
- San Pietroburgo, dal 1997
- Dakar, dal 2011
- Madrid, dal 2000
- Ginevra, dal 2002
- Tunisi, dal 2004
- Chicago, dal 1996
- San Francisco, dal 1996
- Washington, dal 2000[senza fonte]